# História dos Açores

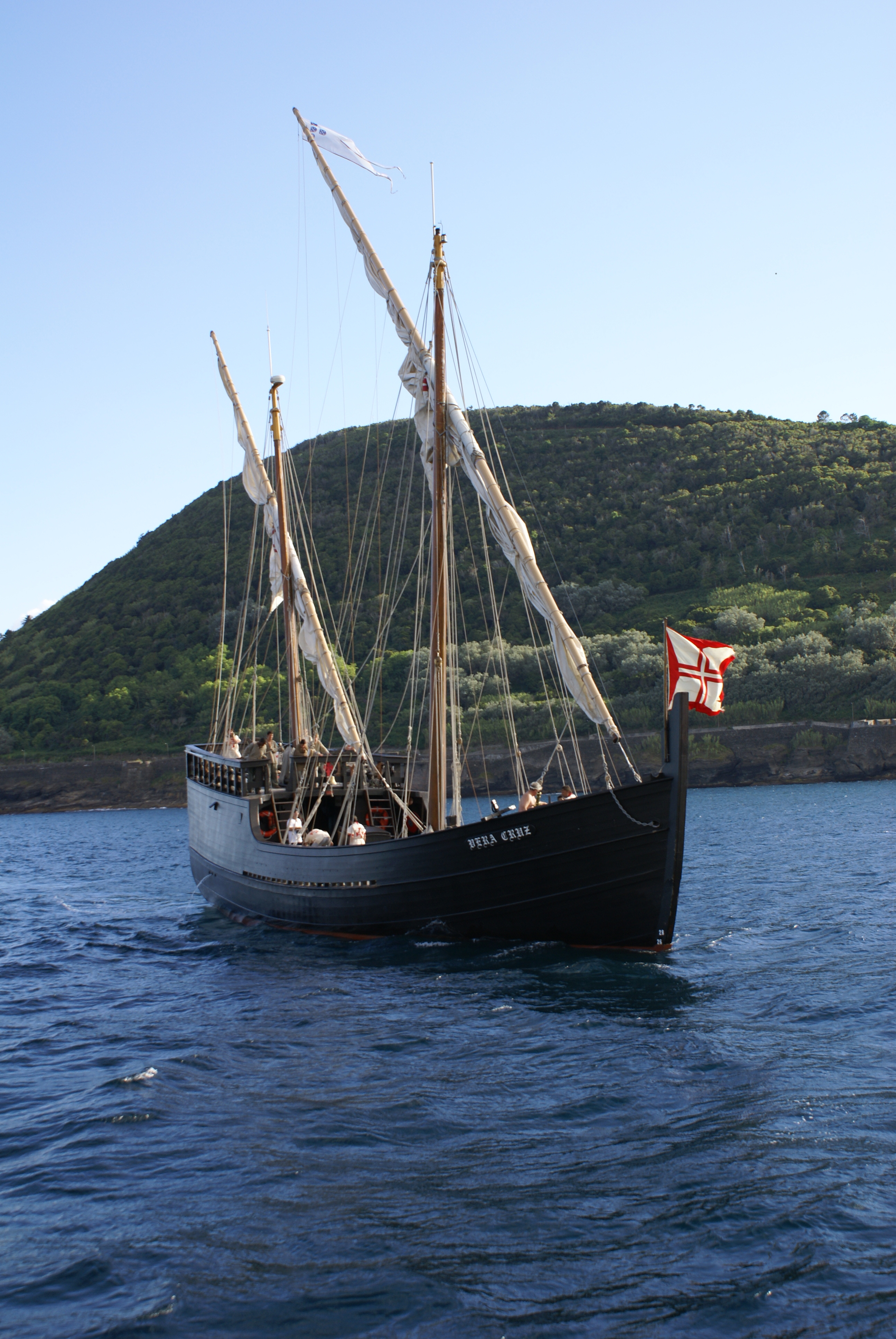
Caravela Vera Cruz a entrar no Porto de Pipas, Angra do Heroísmo.

A História dos Açores aborda quase seis séculos de presença humana continuada nas suas nove ilhas, formando um arquipélago sob administração portuguesa localizado no Oceano Atlântico. Os descobrimentos envolveram a ocupação humana,  descoberta e a colonização da área, cuja ocupação começou no século XV, liderada por portugueses e migrantes de outras regiões, processo que desenvolveu os Açores como ponto estratégico para navegação e comércio marítimo. Além de aspectos culturais e económicos próprios, o arquipélago desempenhou um papel importante em eventos históricos, como conflitos internacionais e a expansão marítima europeia.

## Historiografia
Uma historiografia do tema inicia com os textos de Diogo Gomes de Sintra e de Valentim Fernandes Alemão relativos ao descobrimento do arquipélago e, posteriormente, pelo de Pompeo Arditi, "A viagem que Pompeo Arditi fez de Pesaro até à ilha da Madeira e aos Açores" (em italiano: Il viaggio che fece Pompeo Arditi da Pesaro all'Isola di Madera e alle Azzorre). A estes, soma-se a obra "Saudades da Terra", do padre Gaspar Frutuoso (1522–1591). O manuscrito, escrito entre 1586 e 1590, divide-se em seis volumes, e inscreve-se numa história mais ampla, a da região atlântica que hoje referimos como Macaronésia, ao abordar os arquipélagos das Canárias, Cabo Verde e Madeira, antes de se dedicar aos Açores.
No século XVII destacam-se o "Espelho Cristalino em Jardim de Várias Flores", redigido entre 1646 e 1654 por frei Diogo das Chagas (1584–1661), a "Fenix Angrence", entre 1683 e 1711 pelo padre Manuel Luís Maldonado (1644–1711), as "Crónicas da Província de S. João Evangelista das Ilhas dos Açores", até 1695 por frei Agostinho de Monte Alverne (1629–1726), e a "História Insulana das Ilhas a Portugal Sujeitas no Oceano Ocidental", publicada em 1717 pelo padre António Cordeiro (1641–1722). Desse período, nos nossos dias são também referidas obras menos conhecidas, mas não menos importantes, como por exemplo, num viés temático, "A Margarida Animada", publicada em 1723 pelo capitão Francisco Afonso de Chaves e Melo.
No século XIX, nomeadamente com o advento do Liberalismo, renovam-se os estudos sobre o tema, destacando-se a "Corografia Açórica" (1822), de João Soares de Albergaria de Sousa (1776–1875), ou obras de cunho mais restrito, como por exemplo a "História das Quatro Ilhas que Formam o Distrito da Horta" (1871), de António Lourenço da Silveira Macedo (1818–1891), os "Anais da Ilha Terceira" (1850–1874), de Francisco Ferreira Drummond (1796-1858), ou as "Épocas Memoráveis da Ilha Terceira dos Açores" (1890–1896) de José Joaquim Pinheiro (1833–1894). Este período é marcado ainda pela recolha de textos e documentos, como por exemplo a "Coleção de Variedades Açorianas", de José de Torres (1827–1874), do "Arquivo dos Açores", por Ernesto do Canto (1831–1900), e as "Escavações", de Francisco Maria Supico (1830–1911). Data ainda deste século a obra do britânico Thomas Ashe (1770–1835), em inglês: '"'History of the Azores or Western Islands; Containing an account of the Government Laws, and Religion, the Manners, Ceremonies, and caracter of the Inhabitants and demonstrating the importance of these valorable islands to the British Empire", publicada em Londres em 1831, que enaltece a proeminência geoeconómica dos Açores, situados entre a África, a América e a Europa, e sugerindo ao seu governo em Londres que patrocine a independência do arquipélago, transformando-o em um protetorado britânico.
No século XX, embora todas as correntes ideológicas se encontrem representadas em termos historiográficos, um marco é estabelecido em 1976, a partir da fundação da Universidade dos Açores, sob a direção de Artur Teodoro de Matos, quando se regista um salto na produção historiográfica graças ao acréscimo do número de historiadores e da oferta bibliográfica. Destaca-se nesse contexto, a produção de Avelino de Freitas de Meneses.
Com base em uma proposta para a classificação de fontes, formulada por Vitorino Magalhães Godinho quando diretor da Biblioteca Nacional de Portugal, podem considerar-se as seguintes tipologias para os variados aspectos da história dos Açores:
- Fontes narrativas (crónicas, relações, histórias)
- Descrições
- Fontes narrativo-descritivas
- Testemunho de visitantes
- Correspondência vária
- Fontes normativas
- Fontes normativo-factuais
- Fontes cartográficas
- Fontes iconográficas

De uma forma geral, estes diversos tipos de fontes podem ser consultadas nos fundos documentais das seguintes instituições:
- Arquivo Nacional da Torre do Tombo (ANTT)
- Biblioteca Nacional de Portugal (BNP)
- Biblioteca da Universidade de Coimbra
- Biblioteca Pública e Arquivo Regional de Ponta Delgada (BPADPD)
- Biblioteca Pública e Arquivo Regional de Angra do Heroísmo (BPADAH)
- Biblioteca Pública e Arquivo Regional da Horta (BPADH)
- Arquivo Municipal de Santa Maria (com fundos expressivos na BPADPD)
- Arquivo Municipal das Velas de São Jorge
- Archivo General de Simancas (AGS)
- Archivo General de Indias (AGI), em Sevilha, Espanha

Em termos de historiografia não são conhecidas referências a fundos eventualmente existentes na Biblioteca Pública de Évora ou na Biblioteca Pública Municipal do Porto.
Os pontos seguintes, adotando, com as necessárias adaptações e prolongamento no tempo, as "épocas" da obra de Francisco Ferreira Drummond, tentam apontar as suas principais etapas. Uma sugestão bibliográfica encontra-se ao final do texto. Uma listagem das personalidades que exerceram cargos governamentais nos Açores encontra-se em Lista de governantes dos Açores.

## Para uma pré-história dos Açores
As referências coevas a uma estátua equestre na ilha do Corvo no século XVI, a moedas cartaginesas e cirenaicas no Corvo no século XVIII, e as inscrições existentes na falésia da costa da freguesia das Quatro Ribeiras, na ilha Terceira, apesar de nunca aceites pela historiografia oficial, parecem indiciar a visitação humana ao arquipélago na Idade Antiga.
Com a queda do Império Romano do Ocidente, o declínio do mundo clássico na Europa ocidental durante a Alta Idade Média, e o encerramento do mar Mediterrâneo diante da expansão islâmica, o conhecimento da existência de terras a oeste da Europa continental foi progressivamente relegado para o reino do mito. Comprovam-no as múltiplas lendas medievais acerca da Atlântida, das Sete Cidades, das terras de São Brandão, das ilhas Afortunadas, da ilha do Brasil, da Antília, das Ilhas Azuis, da Terra dos Bacalhaus, e de muitas outras terras perdidas no oceano Atlântico.
Na última metade do século XIV, com o advento do Renascimento, começam a surgir múltiplos roteiros e cartas de marear onde aparecem, em posições e com configurações mais ou menos fantasiosas, muitas dessas ilhas e terras. Nessa época, o retomar dos contatos comerciais e das navegações entre o Mediterrâneo e o Atlântico, nomeadamente as navegações genovesas, florentinas e venezianas, bem como o surgimento de melhores embarcações e de um crescente fervor prosélito no sentido de levar o cristianismo para fora da Europa, foram progressivamente expandindo os horizontes europeus e recriando antigas ligações.
Com este movimento de expansão, onde de forma crescente Portugal tomava parte, graças à sua localização geográfica e à crescente mestria nas artes da construção naval e da navegação oceânica, naturalmente a procura das ilhas do mar ocidental rapidamente se tornou prioritária. Neste contexto, o empenho do Infante D. Henrique na expansão atlântica, assumindo o papel de grande mecenas e de coordenador do esforço de exploração, contribuiu de forma decisiva para colocar Portugal na vanguarda do povoamento das terras atlânticas.
As ilhas atlânticas mais próximas da Península Ibérica (Açores, Canárias e Madeira), que hoje são colectivamente designadas por Macaronésia, designação com raízes nas míticas ilhas Afortunadas, foram desde sempre encaradas como uma unidade geográfica, o que se traduz numa historiografia comum e num povoamento onde as mesmas famílias aparecem em todos os arquipélagos (os Bettencourt, os Câmara, os dois Álamo, os Baldaia e muitos outros). É disso também exemplo a obra seminal da historiografia insular, as Saudades da Terra, do açoriano Gaspar Frutuoso, que trata igualmente da história dos três arquipélagos.
As primeiras informações relativas ao arquipélago dos Açores remontam às viagens marítimas empreendidas pelos europeus no século XIV, nomeadamente a partir de Portugal sob os reinados de D. Diniz (1279–1325) e do seu sucessor, D. Afonso IV (1325–1357).
As actividades de Portugal no chamado "Mar Oceano" iniciaram-se no tempo de D. Diniz, a partir da nomeação do Almirante-mor Nuno Fernandes Cogominho (1307), seguido da contratação do Genovês Manuel Pezagno), em 1 de fevereiro de 1317, para o cargo. Com efeito, os portulanos genoveses conhecidos até essa data não fornecem qualquer indicação sobre ilhas no Mar Oceano. A partir de então, entretanto, registam-se:

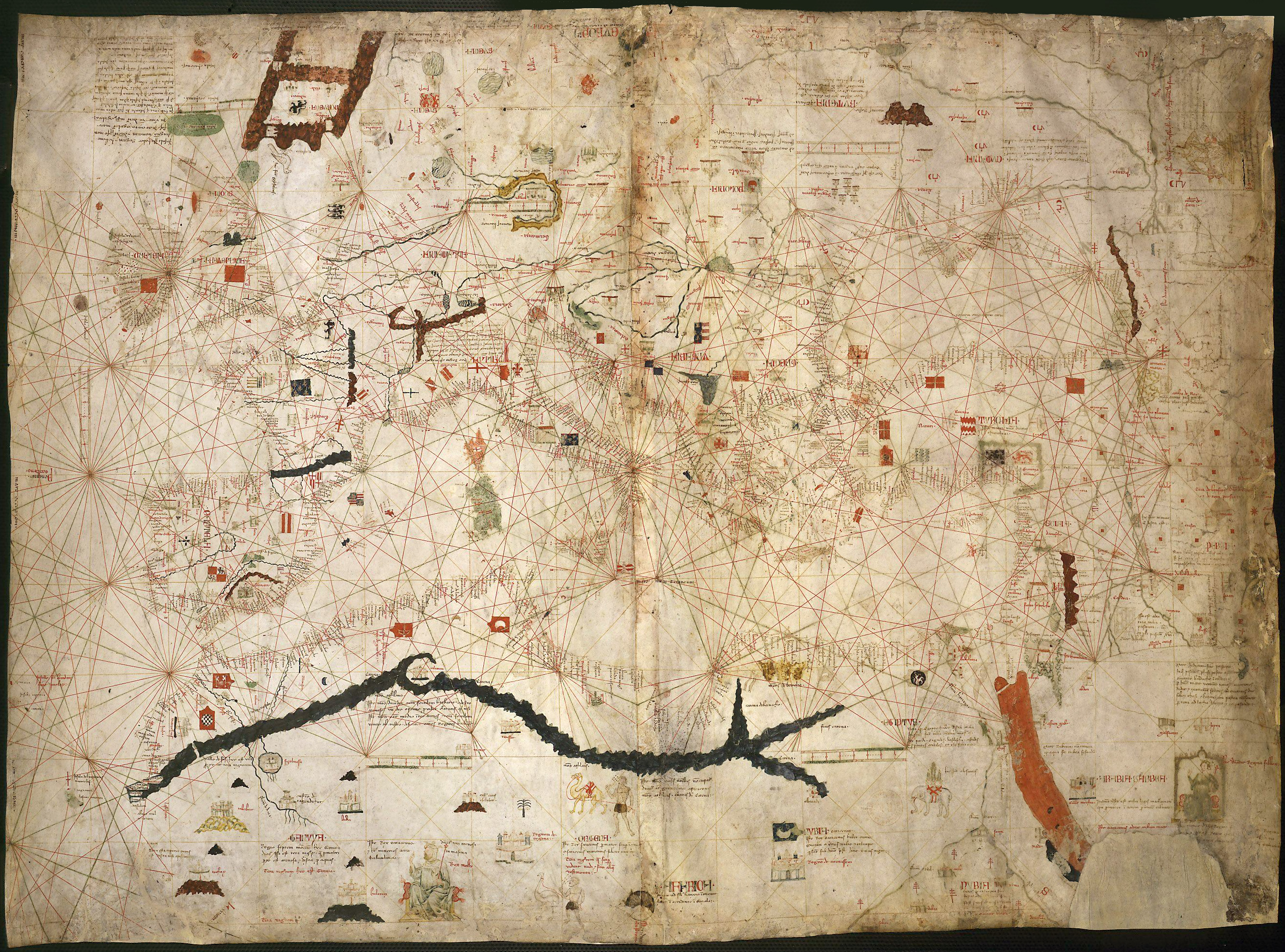
Portulano de Angelino Dulcert (1339).

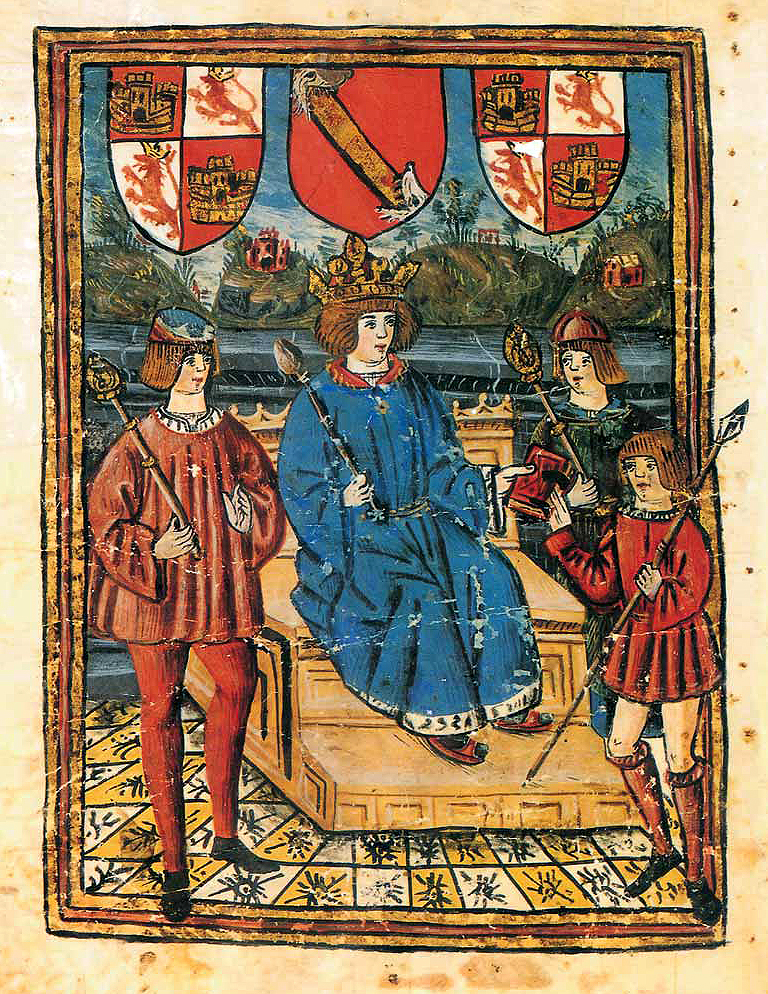
"Libro del Conoscimiento" (1345).

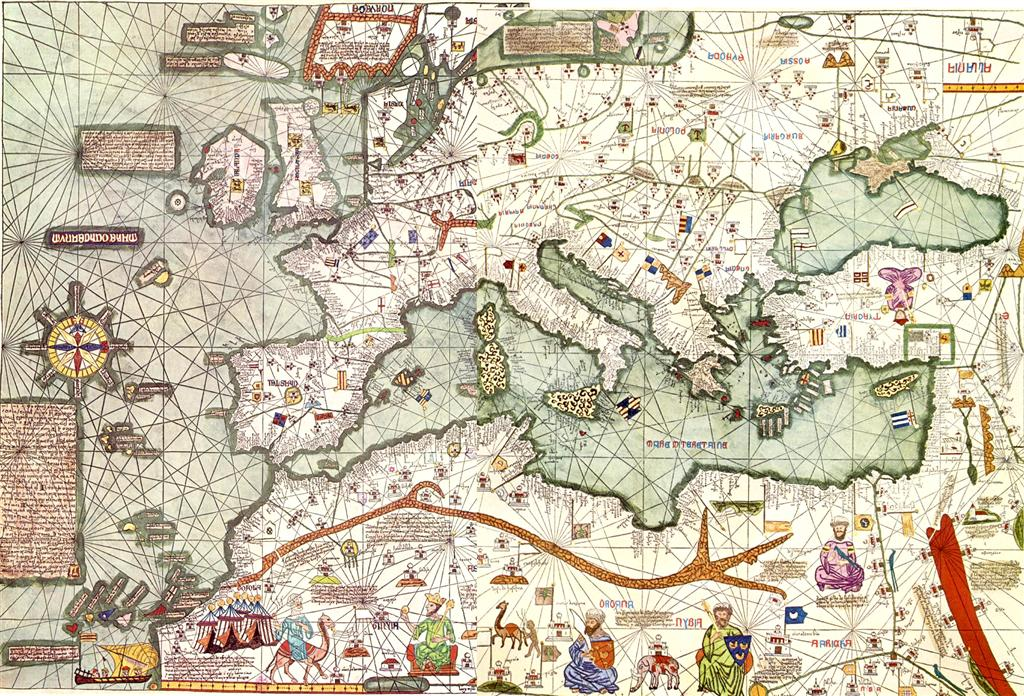
Pormenor do Atlas Catalão (c. 1375).

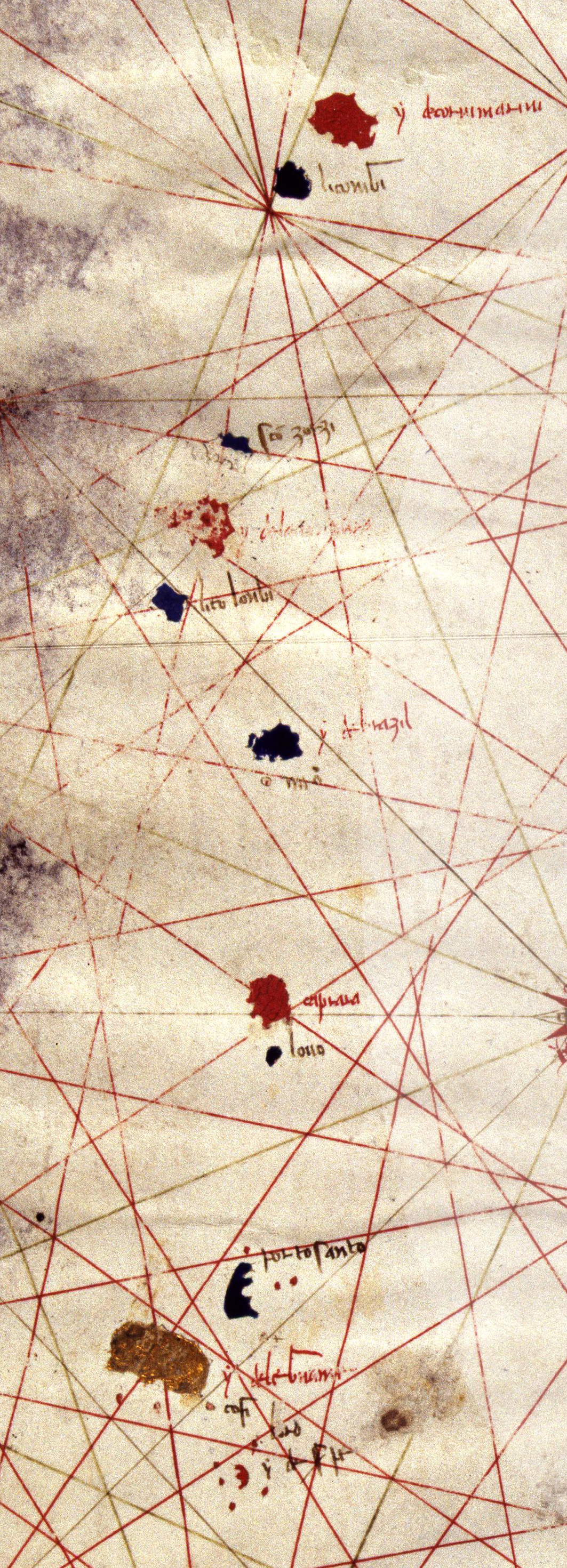
Atlas Corbitis (c. 1384): detalhe das ilhas dos Açores e da Madeira.

Fragmento do portulano de Gulermo Soleri (1385).

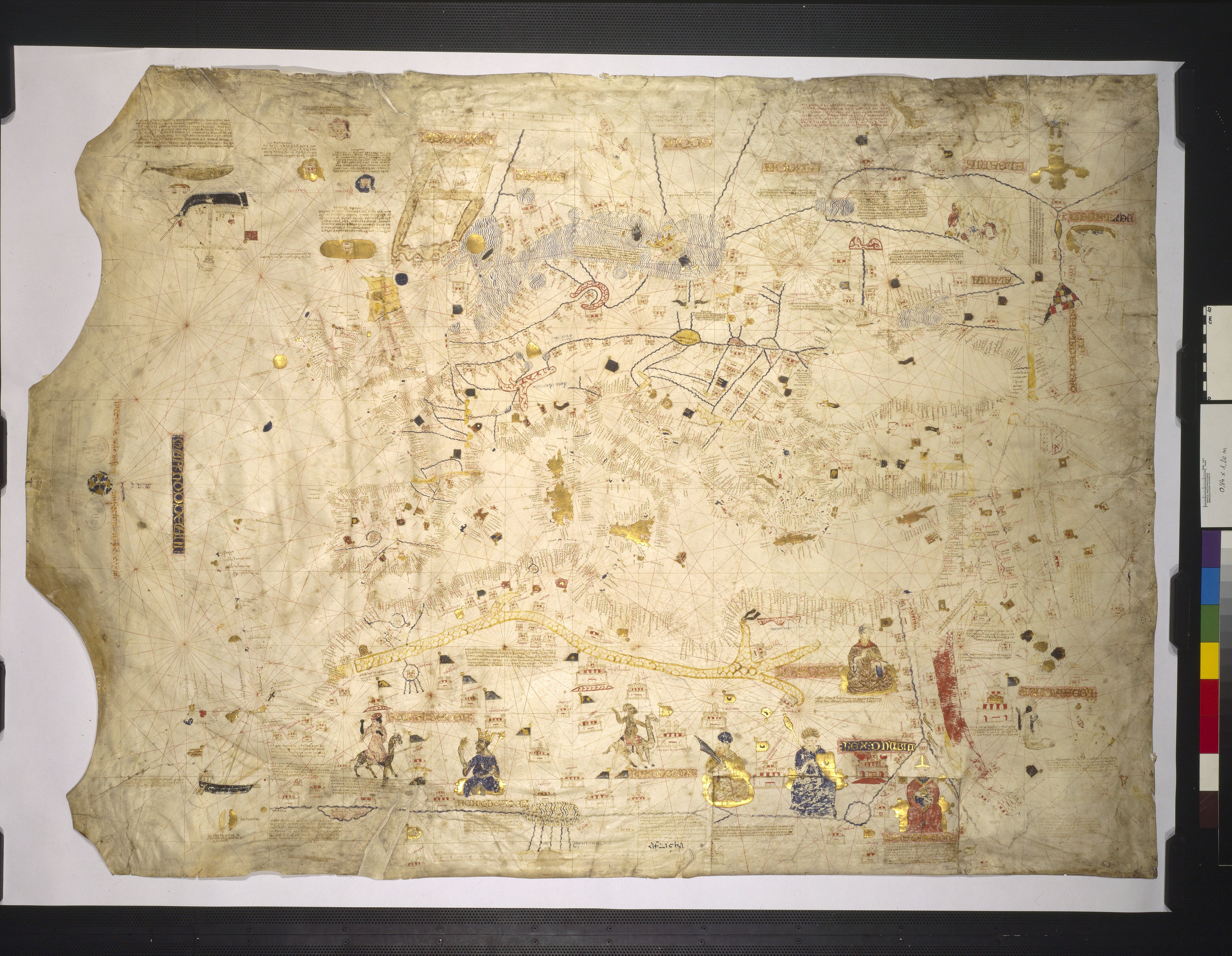
Portulano de Mecia de Viladestes (1413).

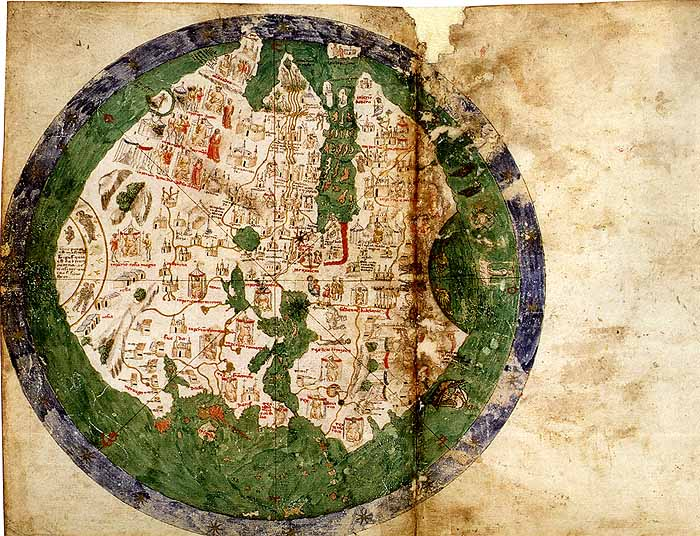
Mapa do atlas de Andrea Bianco (1436).

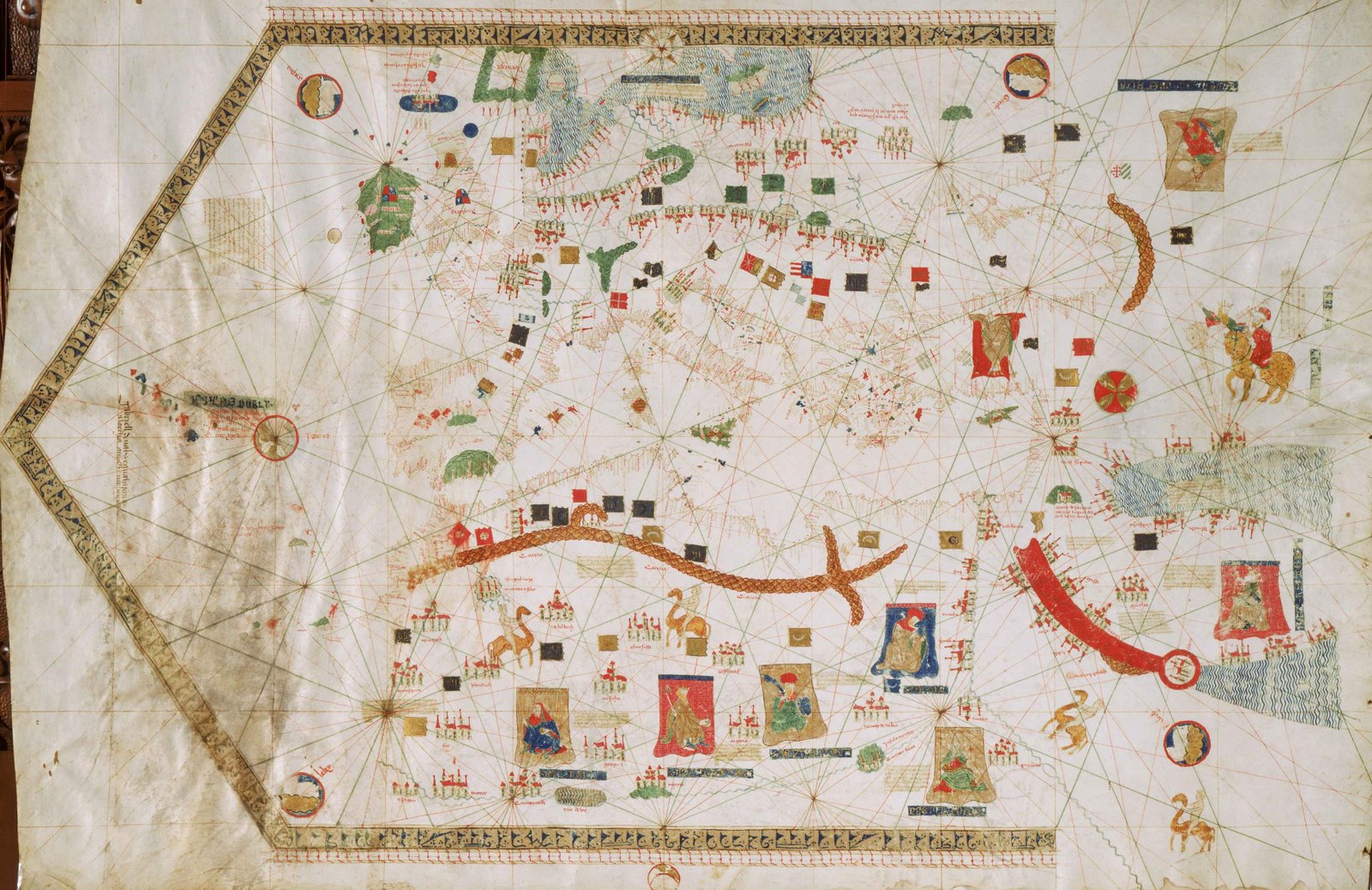
Portulano de Gabriel de Vallseca (1439).

- 1325: portulano de Angelino Dalorto ("Angellinus de Dalort", possivelmente Angelino Dulcert[7]), assinala uma ilha, a oeste da Irlanda, denominada como "Bracile";
- 1339: portulano de Angelino Dulcert assinala não apenas a ilha "Bracile", como outras, nas alturas dos atuais arquipélagos das Canárias (descoberto anteriormente em agosto de 1336 pelos portugueses e nomeando a Canária, Lançarote, Forteventura, entre outras), da Madeira, e ainda a "Capraria", que alguns autores associam ao conjunto das atuais ilhas de Santa Maria e São Miguel.

Esses indícios por si só, no entanto, não constituem elementos seguros para se afirmar se testemunham da visita (deliberada ou incidental) de navegantes ao serviço de Portugal, ou se se trata somente de ilhas fantásticas (veja-se a esse respeito as lendas da Atlântida, das Sete Cidades, da ilha de São Brandão, das ilhas Afortunadas, da ilha do Brasil, da Antília, das Ilhas Azuis, da Terra dos Bacalhaus, por exemplo).
Outros autores pretendem que o conhecimento das ilhas dos Açores teve lugar quando do regresso das expedições às Canárias realizadas por volta de 1340-1345, no reinado de D. Afonso IV (1325-1357). Data de c. 1345 o chamado "Libro del Conoscimiento", manuscrito anónimo atribuído a um frade mendicante de Sevilha, que teria acompanhado essas expedições portuguesas, onde são descritas diversas ilhas:
"(…) Llegamos a la primera isla que dizen gresa e apres della es la isla de lançarote (…) bezimarin (…) rachan (…) alegrança (…) uegimar (…) forte ventura (…) canária (…) tenerife (…) del infierno (…) gomera (…) de lo ferro (…) aragauia (…) saluage [Ilhas Selvagens, no arquipélado da Madeira] (…) la isla desierta [Ilhas Desertas, idem] (…) lectame [Madeira]  (…) puerto santo [Porto Santo] (…) la isla del lobo [Ilha do Lobo ou do Ovo, atual Santa Maria], y a otra isla de las cabras [Ilha de São Miguel], y a otra isla del brasil [Ilha Terceira], y a outra la columbaria [Ilha do Pico], y la otra la isla de la ventura [Ilha do Faial], y la otra isla de sant Jorge [Ilha de São Jorge], e la otra la isla de los conejos, y la otra isla de cuervos marinos [ilha das Flores]."
Após esta descrição, mantiveram-se os nomes das ilhas dos Açores nas cartas náuticas, por mais de um século:
- 1351: o Portulano Mediceo Laurenziano (Atlas Laurentino, Atlas Mideceu), atualmente na Biblioteca Medicea Laurenziana, em Florença, na Itália, assinala um grupo de sete ilhas, dispostas no sentido norte-sul, designadas por "insule de Cabrera [Santa Maria e São Miguel], insule de Brazil [Terceira], insule de Venture [Faial], Ave de Colombis [Pico], Corvis Marinis [Flores]" e duas outras sem designação.[11]
- 1375: o Atlas Catalão, de Jehuda Cresques, atualmente na Bibliothèque Nationale de France, em Paris, que já nomeia a ilha de São Jorge.
- 1384: o Atlas Pinelli-Walckenaer, atualmente na British Library, assinala da ilha de Santa Maria.
- c. 1384: o Atlas Corbitis, atualmente na Biblioteca Nazionale Marciana, assinala as ilhas dos Açores.
- 1385: o portulano maiorquino de Gulermo Soleri (também grafado como Solerio), na Bibliothèque Nationale de France, assinala as ilhas anteriormente apontadas e mantém a indicação da "Capraria" (Santa Maria e São Miguel).
- 1413: o portulano de Mecia de Viladestes (Mecia Viladestes), também na Bibliothèque Nationale de France, assinala a ilha de Santa Maria.
- 1426: a carta de Giacomo Giroldi, assinala a ilha de Santa Maria.
- 1435: o portulano do genovês Battista Beccario, que assinala a maior parte das ilhas dos Açores como "insule de nuovo reperte".
- 1436: o atlas de Andrea Bianco, assinala os Açores.
- 1439: a carta de Gabriel de Vallseca (ou Valsequa) traz a indicação sobre o arquipélago: "Estas ilhas foram achadas por Diogo de Silves (ou Sunis?[12]) piloto de El-Rei de Portugal no ano de 1427".

Sobre a primazia do descobrimento português dos Açores muito se tem escrito, sendo difícil, por vezes, avaliar qual a verdade histórica. Entre os nomes dos primeiros navegadores associados ao arquipélago, destacam-se os de:
- 1427: Diogo de Silves, conforme o mapa de Vallseca;
- 1431: primeira viagem de Gonçalo Velho, identifica apenas os Ilhéus das Formigas;
- 1432: segunda viagem de Gonçalo Velho identifica a ilha de Santa Maria e a ilha de São Miguel;
- 1432: Joshua van der Berg[14]

A Carta-régia de 2 de julho de 1439, passada por Pedro de Portugal, 1.º Duque de Coimbra, regente na menoridade de Afonso V de Portugal, refere apenas sete ilhas nos Açores. Esse número foi aumentado para nove quando Pedro Vásquez de la Frontera e Diogo de Teive, em 1452, encontraram as ilhas das Flores e Corvo, então designadas como "Ilhas Floreiras".
Sobre o descobrimento, o cronista Diogo Gomes de Sintra, referiu em 1460:
"Em certo tempo, o Infante D. Henrique, desejando descobrir logares desconhecidos no Oceano occidental, com o intuito de reconhecer se existiam Ilhas ou Terras firmes além das descriptas por Ptolomeu, mandou caravelas em busca destas terras. Partiram e viram terra ao ocidente tresentas léguas além do cabo — Finis Terrae — e, vendo que eram Ilhas, entraram na primeira, acharam-na desabitada e andando encontraram muitos muitos milhafres ou açores, e outras aves; e passando à segunda, que hoje se chama a Ilha de S. Miguel, que igualmente estava desabitada, acharam muitas aves e milhafres, assim como abundantes nascentes d'agus quentes sulfureas. D'ali viram outra ilha que na actualidade se chama Ilha Terceira, a qual à semelhança da ilha de S. Miguel, estava cheia d'arvores, aves e muitos açores. (...)
Aquelas caravelas voltaram a Portugal a comunicar ao referido Infante as descobertas que tinham feito, com o que ele folgou muitíssimo."
É certo que, a partir de meados da década de 1420, os Açores começaram a ser regularmente visitados por expedições portuguesas. Com início nas ilhas do Grupo Oriental, mais próximas do continente europeu, prosseguindo para o Grupo Central, o reconhecimento das ilhas avançou rapidamente. Todavia, as ilhas mais ocidentais (Flores e Corvo) só depois de 1450 foram alcançadas por marinheiros portugueses, quando as restantes ilhas já albergavam uma razoável população residente. O ingresso destas no domínio português deu-se por Pedro Vásquez de la Frontera e Diogo de Teive em 1452, no regresso de uma das viagens para o Ocidente à procura das outras ilhas míticas, ou talvez no regresso de uma pescaria na Terra dos Bacalhaus (a actual Terra Nova, no Canadá).
As primeiras expedições, para além do reconhecimento das costas e dos locais onde era possível desembarcar com segurança e fazer aguada, também se destinaram a lançar animais domésticos (ovelhas, cabras, porcos e galinhas) que pudessem ajudar a sustentar uma futura presença humana. No que respeita a São Miguel, há também referência a um grupo de escravos que terá sido deixado na foz da Ribeira da Povoação por meados da década de 1430.

## A toponímia
Outra questão muito debatida é a atribuição da toponímia "Açores" ao arquipélago. Ela já figura no globo de Martinho da Boémia que, em 1492, havia estado no Faial, referindo as ilhas dos Grupos Oriental e Central de "Insulae Azore" e as duas restantes, do Grupo Ocidental, de "Insulae Flores". Na cartografia anterior, as ilhas eram identificadas quer como "Ilhas Afortunadas" quer como "Ilhas de São Brandão". Actualmente, admitem-se três teorias:
- a clássica, que atribui a toponímia à presença de aves identificadas pelos marinheiros portugueses como pertencentes àquela espécie. Essa teoria é modernamente criticada com base em que:
  - a única ave de rapina até hoje identificada no arquipélago é o milhafre ("Buteo buteo rotschildi"), e mesmo assim, aparentemente, uma introdução comparativamente recente, já que a ecologia das ilhas lhes era claramente desfavorável: o milhafre prefere como alimento os pequenos mamíferos, os quais não existiam no tempo do povoamento (os únicos mamíferos nativos são minúsculos morcegos). Mesmo admitindo a presença de milhafres no tempo da descoberta, subsistindo com uma dieta de aves juvenis (pombos torcazes e aves marinhas), simples considerações ecológicas e de dinâmica das populações tornam difícil aceitar que a sua população fosse tão numerosa a ponto de os destacar no meio das grandes populações de aves marinhas e de pombos torcazes então existentes.
  - a falcoaria, à época, era uma actividade bastante apreciada pela nobreza, não se justificando desse modo, um equívoco dessa natureza.
- a devoção de Gonçalo Velho a Santa Maria dos Açores, padroeira da freguesia de Açores, em Celorico da Beira, no Distrito da Guarda;
- a que parece fazer mais sentido é a que aponta que Açores provém do nome Azzurro em italiano ou Azureus em latim, que significa Azul em português,[18][19] como referência ao céu azul num dia brilhante e claro aquando da descoberta ao longe das ilhas. Esta teoria pode ser sustentada por uma outra, que afirma que as ilhas dos Açores já apareciam inclusive em portulanos genoveses do século XIV.

Mas a utilização de nomes com origem nas ilhas míticas não se ficou pelo nome do arquipélago já que toda a toponímia das ilhas está cheia de referências a eles. Em São Miguel e no Pico existem povoados chamados Sete Cidades (topónimo também existente no Brasil); na Terceira, a península do Monte Brasil (com registo anterior a 1500 e raiz na mítica ilha do O'Brasil, ou Breasil, dos Celtas irlandeses) testemunha um nome que antes de chegar ao actual Brasil passou pelos Açores; ou os Mosteiros (da tradição brandoniana) que estão presentes na ilha de São Miguel e nas Flores (para além de Cabo Verde).

## Do povoamento à crise de 1580 (1440-1580)

### Aspectos político-administrativos
É no período de Pedro de Portugal, 1.º Duque de Coimbra (1392–1449), regente na menoridade de Afonso V de Portugal, que se verifica o grande arranque do povoamento do arquipélago, conforme determinação expressa pela carta régia de 2 de julho de 1439:
"Dom Afonso, etc. A quantos esta carta virem fazemos saber que o infante D. Henrique, meu tio, nos enviou dizer que ele mandara lançar ovelhas nas sete ilhas dos Açores e que, se nos aprouvesse, que as mandaria povoar. E porque a nós isso apraz, lhe damos lugar e licença que as mande povoar. (...)
Tendo Gonçalo Velho sido nomeado capitão-donatário, o povoamento iniciou-se naquele mesmo ano pela ilha de Santa Maria, com famílias oriundas do Alentejo, Algarve e da Estremadura.
Para incentivá-lo, a carta de 5 de abril de 1443 concedeu a Gonçalo Velho, comendador do arquipélago, e aos moradores e povoadores das ilhas a isenção, por cinco anos, do pagamento da dízima e portagens:
"Dom Afonso, etc. A quantos esta carta virem (...). não paguem dízima nem portagem nenhuma de quaisquer coisas que das ditas ilhas tragam a estes nossos reinos contanto que as não tragam dalguma outra parte. (...)".
Posteriormente estendido à ilha de São Miguel (1444) no caso específico desta ilha, de maiores dimensões e características geológicas mais dinâmicas do que Santa Maria, foi necessário oferecer maior incentivo ao povoamento, o que veio a ser expresso por nova carta régia, em 20 de abril de 1447, pela qual se isentam os moradores daquela ilha da dízima de todos os géneros nela produzidos:
"Dom Afonso, etc. A quantos esta carta virem (...). Temos por bem e quitamos deste dia para todo sempre a todos os moradores que ora vivem e moram, ou morarem daqui em diante em a dita ilha de todo o pão e vinho e pescados e madeiras e legumes e todas as outras coisas que nela houverem e trouxerem a estes nossos reinos por qualquer forma. (...)"
Com o mesmo objectivo, as ilhas foram doadas ao Infante D. Henrique "para que as povoasse", vindo este a ser assim o primeiro donatário delas. As cartas de doação, em moldes semelhantes às que os castelhanos haviam implantado nas ilhas Canárias e, posteriormente aplicadas pelos portugueses à Madeira, estipulavam que, ao donatário, que recebia amplos poderes, cabia a administração das ilhas ficando reservado ao poder real um limitado acervo de matérias que, no termos da actual ciência política, se poderiam classificar no âmbito das políticas fiscais (regimentos das alfândegas e fixação de dízimos), do recurso judicial (em matérias que envolvessem perda de vida natural — a pena de morte 1—, e talhamento de membros, a chamada "justiça maior"), e das relações externas (declarar a guerra e a paz e autorizar o comércio externo e a fixação de estrangeiros). Cabiam assim, ao donatário:
- a obrigação de doar sesmarias que, caso não fossem arroteadas ou cultivadas em cinco anos, revertiam para o donatário;
- a poder de coutar terrenos (para incentivar o povoamento);
- o exclusivo dos fornos de pão, moinhos e atafonas;
- o estanco do sal marinho
- a nomeação de magistrados
- a arrecadação de dízimos das rendas da capitania (o capitão auferia as redízimas dessas rendas)
- alçada de até 15 mil réis na jurisdição cível e, no crime, podia açoitar pessoas e condenar até dez anos de degredo, sem agravo nem apelação.

As ilhas de Santa Maria e de São Miguel foram por sua vez doadas pelo Infante D. Henrique à Ordem de Cristo:
"Eu o Infante Dom Henrique Regedor e Governador Governador da Ordem e Cavalaria do Mestrado de Nosso Senhor Jesus Cristo, duque de Viseu e senhor da Covilhã. Faço saber aos que esta minha carta virem que resguardando eu o muito bem que recebi da dita Ordem da dita Ordem [sic]: e o muito serviço que recebido tenho dos cavaleiros e freires dela, por fazer serviço a Deus e a minha Senbora Santa Maria, dei e fiz doação há muitos anos da minha ilha de São Miguel, e da ilha de Santa Maria à dita Ordem, com sua jurisdição civel e crime, mero, misto império, e com toda a espiritualidade, por autoridade que tenho de nosso senhor o santo padre Eugénio de o poder fazer, e por autoridade del rei meu Senhor que me deu poder para a eu assim dar à dita Ordem. Ressalvando talhamento de membro, ou morte de homem que seja com apelação da Ordem para a sua casa do cível da sua cidade de Lisboa, e que a dita Ordem não possa matar nem talhar membro. (...)"
No mesmo período, ficou registado em seu testamento:
"Em nome de nosso snor Deos, Trindade perfecta o qual creo sem duvida nenhũa segundo manda a sancta igreja de Roma que creamos. E em nome de nosso Snor Jesu Christo e da sua bemaventurada madre nossa snra sancta Maria. Eu o Iffante dom Anrrique governador da ordem da cavalaria de nosso Snor Jesu Christo, duque de Viseu, e snor da Covilhãa. Estando em todo o meu siso: temedo deos e a hora da morte que nõ sei quando nem onde sera, faço o meu testamento segundo se segue.
Item ordenei e estabeleci a igreja de são Luis, na Ilha de são Luis, e a igreja de são Dinis na Ilha de são Dinis: e a igreja de são Jorge na ilha de são Jorge; e a igreja de são Thomaz na Ilha de são thomaz: e a igreja de santa Eiria na ilha de santa Eiria.
Item ordenei e estabeleci a igreja de Jesu christo na ilha de Jesu christo: e outra igreja na ilha graciosa.
Item ordenei e estabeleci a igreja de são Miguel na ilha de são Miguel: e a igreja de santa Maria na ilha de santa Maria."
Ao Infante sucedeu como donatário das ilhas açorianas o seu sobrinho Fernando de Portugal, Duque de Viseu (1460–1470), sucedido a seu tempo por João, Duque de Viseu (1470–1472), Diogo, Duque de Viseu (1472–1484) e Manuel, Duque de Viseu (1484–1495). Quando este ascendeu ao trono (1495) ocorreu a incorporação da donatária das então sete ilhas dos Açores aos bens da Coroa, de onde não mais saíram. A ilha das Flores e a ilha do Corvo neste aspecto tiveram percurso diverso, sendo administradas por agentes (e não por capitães) do donatário.
O donatário fazia-se representar nas ilhas pelos seus capitães (os capitães-donatários), aos quais cabia a administração local, incluindo inicialmente as funções de justiça e de defesa, e a concessão de novas terras. Entretanto, o rigor das condições de vida nas ilhas desde cedo desencorajou a presença dos capitães do donatário, os quais preferindo viver em Lisboa, faziam-se representar na sua capitania por ouvidores, criando por essa via, de fato, mais um nível de administração entre as ilhas e o poder real. Essa situação levou, com poucas excepções, a que depois de meados do século XVI o cargo de capitão do donatário fosse apenas uma rendosa honraria, quase sempre nas mãos das famílias da alta aristocracia, com capitães que raramente viveram nas ilhas, ou mesmo as visitaram.
O ano de 1450 é apontado como o do arranque da colonização da ilha Terceira pelo flamengo Jácome de Bruges. Quanto às demais ilhas, Faial e Pico acredita-se terem sido povoadas antes de 1466, na sequência da doação feita ao flamengo Joss van Hurtere, que deu o nome à cidade da Horta. A Graciosa, por via de Pedro Correia e Vasco Gil Sodré, acredita-se tenha sido povoada antes de 1510. Quanto à São Jorge, Flores e Corvo, não há indicações seguras acerca do início do seu povoamento, embora se saiba que nas duas primeiras se ficou a dever a Willem van der Haegen (ou Guilherme da Silveira), um flamengo que tinha ido para o Faial e que de lá saiu, na sequência de desentendimentos, para se encarregar das ilhas até então desertas.
Em reacção ao poder quase ilimitado dos capitães do donatário, as populações rapidamente reconstituíram as instituições municipais das suas cidades e vilas de origem. Por volta de 1525 o poder municipal estava já completamente estruturados nos Açores, com mais de 60% dos actuais concelhos açorianos devidamente constituídos e dotados com o respectivo foral.
Face à crescente riqueza dos Açores, também o poder real sentiu necessidade de se afirmar. Fê-lo através da nomeação de corregedores, os quais para além das funções judiciais, superintendiam na administração geral, com destaque para as alfândegas, e controlavam os poderes municipal e dos capitães e seus ouvidores.
Por meados do século XVI estava estabelecido um sistema de poder tripartido assente naquelas entidades: os capitães do donatário (ou os seus ouvidores), controlando as terras e a colecta dos dízimos; as câmaras municipais, permitindo a participação (ainda que muito limitada pelo padrões de hoje) da população e regulando a vida comunitária através das suas posturas; e o corregedor, com carácter de visitador, isto é não permanecendo em cada localidade mais do que o indispensável para o exercício das suas funções inspectivas e judiciais, impondo o poder real.
Com o fim das "dadas", o poder dos capitães do donatário foi-se esbatendo, excepto em São Miguel, onde a casa dos Gonçalves da Câmara, mais tarde Condes de Vila Franca e Condes da Ribeira Grande, entretanto ligada à nobreza portuguesa, valorizou em extremo aquele cargo, nunca deixando os concelhos ganhar a preponderância que noutras ilhas assumiram e mantendo o poder do corregedor fortemente controlado.

### Aspectos económicos e sociais
Para melhor aproveitamento económico, as ilhas foram divididas em capitanias. O capitão do donatário recebia a redízima (10%) de todos os dízimos cobrados na capitania e tinha o monopólio dos moinhos, do comércio do sal e dos fornos de cozedura de pão. O cargo era de carácter hereditário, seguindo, embora com algumas excepções na ausência de filho varão, a lei sálica.
As terras por desbravar eram cedidas aos povoadores que, nos termos da sociedade medieval para tal estivessem habilitados, em regime de sesmaria, ficando os beneficiários obrigados a desbravá-las num prazo predeterminado, em geral de cinco anos, sob pena de reversão. Para isso recorriam, para além do trabalho próprio e dos seus familiares, a servos e escravos num ambiente social com claras marcas feudais.
Desse modo, a partir da década de 1440, primeiro lentamente e em pequenos povoados improvisados e isolados em ancoradouros junto à foz de ribeiras, depois em vilas cada vez mais consolidadas e institucionalizadas como concelhos, o povoamento das ilhas foi progredindo rapidamente. As primeiras habitações utilizaram os materiais naturais, aproveitando a rocha, os colmos e as lenhas. Eram as "cafuas" e casas "colmeiras" onde os colonos se abrigavam durante os trabalhos de desbravamento e de queimada da densa vegetação autóctone.
Entre os que vieram para os Açores estavam judeus, cristãos-novos, mouros e flamengos, estes últimos por influência de D. Isabel (esposa de Filipe III, Duque de Borgonha e condessa de Flandres), irmã do infante D. Henrique. Entre estes últimos destaca-se Joss van Hurtere, nomeado primeiro donatário da ilha do Faial por carta de doação datada de 21 de fevereiro de 1468. Desposou uma dama da corte, Dona Beatriz de Macedo, e tornou-se um dos fidalgos da Casa Real de Portugal. Consigo trouxe uma grande porção de gente para povoar o Faial. A presença de grande número de flamengos nas ilhas do Grupo Central, com um aporte que ainda hoje é detectável, levou a que essas ilhas fossem durante muitos anos conhecidas por "ilhas flamengas" (em língua inglesa "Flemish islands") na cartografia oriunda do norte europeu.
Para além da agricultura - que fornecia o trigo para as praças portugueses no Norte d'África, em especial Mazagão e Ceuta — e do recurso à pesca e à caça (de aves e dos animais domésticos anteriormente libertados), a economia das ilhas beneficiou da exploração das madeiras. O cedro-do-mato e o teixo foram importantes bens de exportação, a que se somava a cultura do pastel, e o extrativismo da urzela, estes últimos utilizados para o tingimento de tecidos nas manufaturas da Flandres. A sua importância era de tal monta que a sua exploração era monopólio real, tendo dado origem a múltiplos topónimos (entre os quais Urzelina e Pasteleiro). No caso do pastel, ainda hoje existem múltiplos locais denominados Engenho (ou Canada do Engenho) recordando os locais onde o pastel era macerado e feitos os "bolos" para exportação. O cargo de "lealdador" do pastel, a quem cabia a verificação da qualidade e peso dos "bolos", subsistiu durante dois séculos e contava-se em muitos concelhos entre os mais importantes.

### Aspectos culturais
No que respeita à organização religiosa, os Açores, como as restantes terras do além-mar português, começaram por estar sujeitas à jurisdição espiritual da Ordem de Cristo, exercida pelo vigário "nullius" de Tomar, que mandava visitar as ilhas por representantes, os chamados "bispos de anel". Ao ser criada o bispado do Funchal (1514), o arquipélago passou para a jurisdição desta. A pedido de João III de Portugal, o papa Clemente VII criou o bispado de São Miguel (1533), mas veio a falecer antes da respectiva bula ter sido expedida. No ano seguinte, o recém-eleito papa Paulo III, pela "bula Aequum reputamus", de 5 de novembro de 1534, erigiu o bispado de São Salvador do Mundo, dando-lhe por catedral a igreja do mesmo nome na cidade de Angra, ficando esta sé sufragânea do arcebispo do Funchal até 1550, data em que passou para a dependência da Diocese de Lisboa. A jurisdição do bispo de Angra abrange todas as ilhas, daí que a diocese seja hoje por vezes, embora incorrectamente, designada por Diocese de Angra e Ilhas dos Açores.
Nos termos da criação da donatária, ficava à conta do donatário, e após a incorporação na Coroa, do próprio soberano, a construção da capela-mor dos templos, a respectiva decoração e o fornecimento das alfaias sagradas. Competia à Ordem de Cristo a nomeação e a supervisão do clero. Em consequência, foram os franciscanos, com particular destaque para a corrente dita "espiritual" da ordem, os primeiros organizadores do culto, tendo, com excepção da Ilha do Corvo, fundado conventos em todas as ilhas. Tal explica a forte carga joaquimita ainda está presente na religiosidade do povo açoriano, traduzida no culto do Espírito Santo, na força das respectivas Irmandades e nas crenças associadas aos dons do Paráclito. A raiz das coroações e da celebração dos bodos, que hoje estão oficializados no Dia dos Açores, mergulha neste fundo místico e milenar que já estava bem patente na sociedade açoriana do século XVI.
Contribuindo para essa carga de misticismo, desde muito cedo os colonos se aperceberam da natureza imprevisível das ilhas: na noite de 21 para 22 de outubro de 1522, um violento sismo provocou um grande escorregamento de terras nas encostas sobranceiras a Vila Franca do Campo, causando o soterramento da maior parte da vila, então capital de São Miguel. O efeito combinado do sismo e do soterramento provocou a morte a alguns milhares de pessoas, ficando gravada na memória colectiva na forma do tradicional "Romance de Vila Franca". A esta catástrofe seguiu-se uma epidemia de peste, que também vitimou milhares, e logo erupções vulcânicas em São Miguel, no Pico e em São Jorge, fazendo do século XVI o mais calamitoso da história açoriana. É revelador que seja neste século que surge pela primeira vez a palavra "mistério" para designar as escoadas lávicas recentes.
Com a expansão da navegação marítima e do conhecimento europeu do mundo que ocorre entre os finais do século XV e meados do século XVI, os Açores passam rapidamente da situação de terra remota nos confins do mundo conhecido para encruzilhada das navegações atlânticas e lugar de partida para novas explorações, particularmente no Atlântico Noroeste. A partir dos Açores são organizadas viagens de exploração e pescaria à Terra Nova com um pioneirismo que, a ter vencimento a teoria de Edmund Delabarre sobre a Pedra de Dighton, fez dos navegadores portugueses da época os primeiros europeus a chegar àquelas costas após o fim das navegações viquingues.
Neste século, o estabelecimento da rota marítima para a Índia e Extremo Oriente, o descobrimento e início da colonização do Brasil e a expansão castelhana nas Américas (as Índias de Castela), associadas à descoberta da "volta do largo", que obrigava os navio de torna viagem a passar nas imediações dos Açores, rapidamente tornam Angra na universal escala do mar ponente, nas palavras do historiador Gaspar Frutuoso.
Esta situação de centralidade atlântica leva a que as ilhas sejam visitadas por Cristóvão Colombo no regresso da sua famosa viagem de 1492 (na ilha de Santa Maria), que Paulo da Gama, o infortunado irmão de Vasco da Gama, esteja sepultado na Terceira, vítima das agruras da viagem à Índia, e que a posição geoestratégica das ilhas desperte os cuidados de ambas as cortes ibéricas.
O comércio cresce rapidamente e as ilhas tornam-se numa posição chave no reabastecimento (daí a criação da Provedoria das Armadas) e protecção das armadas de torna viagem. Para além do fornecimento de víveres e aguada, os Açores, e em particular a Terceira, servem de local de reagrupamento, para formação de comboios que fornecessem protecção contra os piratas que infestavam a periferia europeia, e de transbordo das mercadorias, em especial de preciosidades, que ficavam a aguardar transporte seguro para os portos portugueses.
Quando a 31 de janeiro de 1580 faleceu o cardeal-rei D. Henrique e se consuma a grande crise sucessória em Portugal, a sociedade açoriana, apesar de ter decorrido apenas pouco mais de um século desde a colonização, já se encontra completamente estruturada, com a repartição do poder estabilizada entre as câmaras municipais, o corregedor e os capitães do donatário. As cidades de Angra e de Ponta Delgada eram já os centros políticos do arquipélago, com Angra assumindo um claro predomínio, já que, para além do seu papel de entreposto marítimo, era a sede do bispado, do provedor das armadas e o local de maior permanência do corregedor.
Por esta altura estavam também já formadas as principais povoações açorianas. Conforme se pode ver do desenho de Jan Huygen van Linschoten, feito no fim da década, a cidade de Angra já tinha os traços urbanísticos que ainda hoje mantém.
Em meados de 1580, com Ciprião de Figueiredo no cargo de corregedor, com atividade centrada na Terceira, e com a poderosa família Gonçalves da Câmara como capitães-donatários de São Miguel, estavam criadas as condições para as diferentes opções das ilhas nos acontecimentos dos anos imediatos e para que os Açores assumissem pela primeira vez um papel fulcral na política portuguesa.

## A crise de 1580 e a resistência à união pessoal com Castela (1580-1583)
Morto o cardeal-rei a 31 de janeiro de 1580, perante a falta de uma decisão clara sobre a sucessão, os dois principais pretendentes passam à acção: Filipe II de Espanha, o mais poderoso monarca europeu do tempo, acelera a pressão sobre Portugal, tendo do seu lado a generalidade da nobreza e clero; o Prior do Crato, desprezado pela nobreza por ser filho de uma judia, consegue um crescente apoio do povo, mobilizando a seu favor o sentimento patriótico e a recusa popular à aceitação de um monarca estrangeiro.
O primeiro movimento ficou a dever-se a Filipe II, já que logo a 16 de fevereiro de 1580 as forças castelhanas, comandadas pelo duque de Alba entram no Alentejo, tomando sem resistência diversas praças. Em resposta, o Prior do Crato fez-se aclamar rei de Portugal em Santarém, assumindo o título de D. António I, partindo triunfalmente para Lisboa onde foi recebido sem grande entusiasmo, apenas plenamente apoiado pela arraia miúda.
De Lisboa, e já quando a situação militar começava a pender a favor do pretendente castelhano, D. António I escreveu uma carta às câmaras açorianas, datada de 9 de julho de 1580, intimando-as a fazer a devida aclamação. O portador foi António da Costa, que, dirigindo-se a Angra, onde se encontrava o corregedor, tinha por missão organizar a aclamação nos Açores.
A caminho da Terceira, António da Costa passou por Ponta Delgada, obtendo aí uma cautelosa aclamação pois, ao que parece encontrou o silêncio hostil da nobreza, provavelmente instruída a partir de Lisboa por Rui Gonçalves da Câmara, 7.º capitão-donatário e futuro conde de Vila Franca em recompensa pela sua adesão à causa castelhana. Outro influente líder do partido pró-Castela que estava presente na ilha de São Miguel era o bispo da diocese, D. Pedro de Castilho. Tal presença, e o poder do capitão do donatário, explicam a rapidez com que Filipe II foi reconhecido na ilha e a posterior hostilidade a D. António.
Pelo contrário, em Angra foi calorosa a aclamação, já que o corregedor Ciprião de Figueiredo e a generalidade das forças vivas da ilha aderiram de alma e coração à causa antonina.
Nas restantes ilhas, a aclamação, com maior ou menor entusiasmo, fez-se por influência do corregedor, pelo que no Verão de 1580 os Açores estavam por D. António e nas ilhas, sob a orientação de Ciprião de Figueiredo, preparavam-se as fortificações e treinavam-se as milícias em antecipação ao mais que certo ataque castelhano.
Apesar dos esforços de resistência, as forças de D. António foram derrotadas às portas de Lisboa na escaramuça da ponte de Alcântara, ocorrida em 25 de agosto de 1580, deixando Filipe II na posse da capital. A notícia do desbarato e fuga de D. António I chegou a Ponta Delgada em 9 de setembro, parecendo dar razão aos que duvidavam da empresa. A derrota foi também conhecida em Angra, fazendo acelerar ainda mais os preparativos bélicos, já que o ataque castelhano parecia agora iminente.
Pouco depois chega uma carta régia de D. António I, datada de Aveiro em 25 de setembro de 1580, pedindo o envio de todo o dinheiro disponível e a expedição para a Flandres, por conta do erário real, do pastel que existisse nas ilhas. Particularmente em Ponta Delgada, esta missiva ainda veio aumentar as dúvidas micaelenses sobre a sensatez de resistir ao poderoso Filipe II, pelo que, apesar de ter sido enviado algum dinheiro, o partido dos que acreditavam que deveria ser aclamado o pretendente castelhano crescia de dia para dia. Pelo contrário na Terceira e ilhas vizinhas, muito por obra do ardor e entusiasmo de Ciprião de Figueiredo, era cada vez mais firme a adesão à causa de D. António, sendo maltratados todos os que se atreviam a duvidar do seu sucesso.
Em Portugal, depois de tentar debalde sublevar o norte de Portugal, as coisas não corriam de feição para o Prior do Crato. De Aveiro, passou ao Porto, onde não pôde resistir, refugiou-se no Minho, mas a 6 de janeiro de 1581, foi recolhido por um navio francês, abandonando o país para o exílio em França. Celebradas cortes em Tomar, no mês de Abril de 1581, e obtida a submissão das guarnições na Índia, África e Brasil, no final do verão de 1581 só nos Açores subsistia um pequeno foco de apoio a D. António.
Quando estas notícias chegaram aos Açores, ficou claro que a aventura açoriana de apoio a D. António caminhava a passos largos para a tragédia: as ilhas, ainda por cima desunidas, não eram adversário à altura para a monarquia mais poderosa da Europa. E, pouco a pouco, os apoios foram-se deslocando para a causa castelhana. Na ilha de São Miguel, as câmaras, reunidas para deliberarem a posição a tomar, muito por influência do capitão do donatário e do bispo D. Pedro de Castilho, futuro vice-rei de Portugal, resolvem a 31 de janeiro de 1581 escrever a Filipe II comunicando-lhe a sua fidelidade. Esta adesão, a que se seguiu a da ilha de Santa Maria, deixou apenas as ilhas dos grupos central e ocidental do arquipélago como bastiões do apoio ao Prior do Crato.
O partido castelhano tentou a todo o custo uma solução negociada que permitisse a rendição dos açorianos capitaneados por Ciprião de Figueiredo. Foram enviados emissários e cartas e feitas promessas de perdões e recompensas. Contudo, os contactos terminaram com a célebre carta onde Ciprião de Figueiredo afirmava preferir antes morrer livres que em paz sujeitos, hoje o moto dos Açores e frase largamente usada na heráldica militar e autonómica açoriana.
Perdida a esperança de uma solução negociada, Filipe II resolve recorrer à força e envia à Terceira uma esquadra de 10 navios, 8 dos quais galeões de alto bordo, com 1000 homens de guerra, sob o comando do general D. Pedro de Valdez, com o objectivo de submeter a ilha. Depois de bordejar as costas da Terceira desde 5 de julho, na madrugada do dia 25 de julho de 1581, na Baía da Salga, no Porto Judeu, próximo da vila de São Sebastião, a armada castelhana inicia o desembarque. Apanhados de surpresa, os defensores daquela zona da ilha recorrem à largada de bovinos nos caminhos por onde as forças castelhanas pretendiam penetrar em terra, atrasando-as o suficiente para permitir o reagrupar dos defensores da ilha. Da batalha que se seguiu, a batalha da Salga, resultou uma humilhante derrota para a força invasora, obrigada a retirar com centenas de mortos, a maioria por afogamento no reembarque precipitado.
A vitória na batalha da salga deu novo ânimo aos partidários de D. António, tanto mais que as forças castelhanas, muito enfraquecidas pelas perdas sofridas, tiveram de retirar para São Miguel e depois para Lisboa, por o fim do estio não permitia a continuação de operações navais no arquipélago. Este período de paz relativa permitiu concentrar na Terceira mais mercenários franceses e ingleses contratados por D. António, a par de alguns portugueses, e reforçar as defesas da ilha.
Em fevereiro de 1582 chega à Terceira o novel conde de Torres Vedras, Manuel da Silva Coutinho, com o título de regedor em nome de D. António, assumindo o governo supremo da ilha. Revanchista e determinado a esmagar qualquer real ou imaginada desafeição a D. António, inicia um processo de perseguição aos potenciais desafectos, que rapidamente desune a ilha e cria fricção com Ciprião de Figueiredo. É o princípio do fim da resistência terceirense.
Entretanto, refugiado em França, D. António tentava a todo o custo mobilizar as potências europeias rivais de Castela para o ajudarem a conquistar o trono, usando como argumento o facto de ainda ser reconhecido como rei nos Açores e poder, a partir das ilhas, montar uma ofensiva que lhe permitisse reconquistar Portugal.
No contexto desse esforço, em 26 de junho de 1582  uma armada de cerca de 50 navios, com 5 000 homens de guerra saiu de Belle-Isle em direção aos Açores, capitaneada por Filippo Strozzi, ex-marechal de França, e por D. Francisco de Portugal, 3.º conde de Vimioso. A bordo vinha D. António.
Informado da expedição, Filipe II faz partir de Lisboa, a 10 de julho imediato, uma esquadra de 31 naus e 5 patachos, guarnecida com 5000 homens de guerra, incluindo um esquadrão de fidalgos portugueses, comandada por D. Álvaro de Bazán, marquês de Santa Cruz.
Chegando primeiro à ilha de São Miguel, a armada de D. António desembarca na ilha 3000 homens, tomando a maior parte da ilha, não conseguindo contudo a imediata rendição do Castelo de São Brás, de Ponta Delgada, o principal reduto da ilha, ao qual põe cerco. Porém, poucos dias depois, são avistadas as primeiras velas da esquadra luso-castelhana, pelo que D. António decide reembarcar as suas forças, sem conquistar o castelo, e dar combate no mar.
Depois de diversas manobras evasivas e ofensivas que se iniciaram a 24 de julho, e aparentemente sem uma estratégia concertada pela parte franco-portuguesa, o enfrentamento, a que se deu o nome de Batalha Naval de Vila Franca, dá-se ao longo da costa sul de São Miguel na manhã de 26 de julho de 1582, ficando as forças castelhanas vitoriosas. Os navios da armada franco-portuguesa são obrigados a dispersar, alguns arribando à Terceira, onde se refugia D. António, outros ao Faial e ainda alguns regressando a França. Filippo Strozzi e D. Francisco de Portugal, 3.º conde de Vimioso, são mortos, e os prisioneiros são cruelmente executados no adro da matriz de Vila Franca do Campo e no ilhéu de Vila Franca, onde os corpos são deixados apodrecer nas forcas como aviso.
Submetida a ilha de São Miguel, com o respectivo capitão do donatário agraciado com o título de 1.º conde de Vila Franca, a armada cruzou os Açores durante algumas semanas, sem contudo tentar a captura da Terceira, onde D. António se manteve refugiado até Novembro.
Aproximando-se o Inverno, D. Álvaro de Bazán decide regressar a Lisboa, deixando para o ano seguinte a conquista do resto do arquipélago.
Preparada nova força naval comandada por D. Álvaro de Bazán, que parte de Lisboa em 26 de junho de 1583, desta vez trazendo a bordo muitos portugueses, entre os quais alguns terceirenses bem conhecedores das costas da ilha, para além de 10 000 soldados castelhanos, 1 500 alemães e duas companhias de italianos. Era uma força avassaladora que se aproximava de uma ilha que além de pequena estava desmotivada pela prepotência do regedor que, para além de mau governador era um incompetente militar.

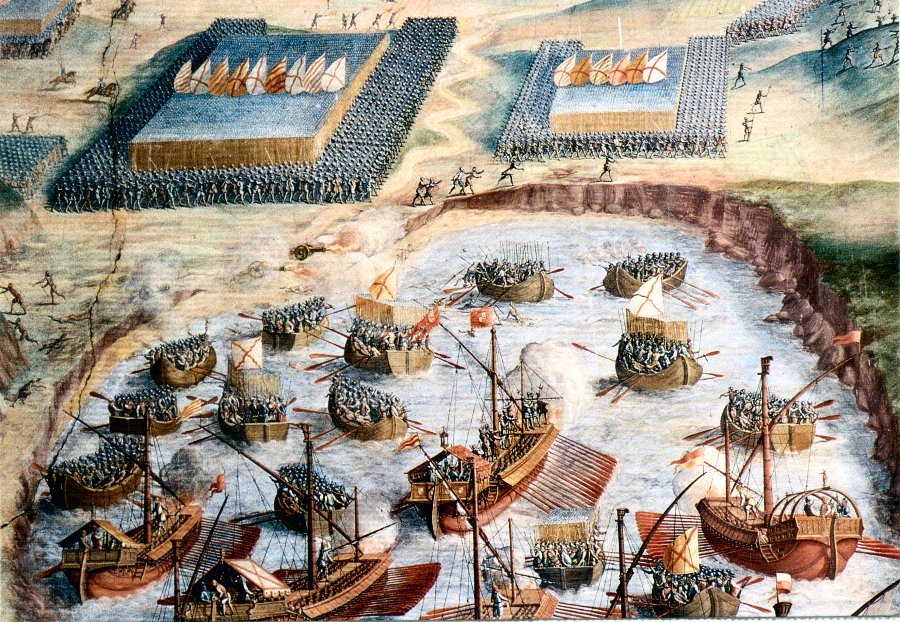
Desembarque espanhol na baía das Mós,no Porto Judeu (Terceira), durante a crise de sucessão de 1580.

Depois de rondar a ilha durante mais de uma semana, tentando obter uma rendição negociada, a 26 de julho de 1583 inicia-se o desembarque na Baía das Mós, no sueste da ilha, onde, apesar da resistência heróica de alguns, rapidamente os castelhanos ganham uma testa de ponte em terra, levando ao desbarato dos defensores. O último foco de resistência teve lugar junto à igreja de Nossa Senhora do Guadalupe, na Agualva e foi protagonizado por uma força francesa sob o comando do comendador de Chaste.
A cidade de Angra é saqueada durante três dias, centenas de pessoas são enforcadas ou decapitadas, entre as quais o conde Manuel da Silva Coutinho (Ciprião de Figueiredo saíra da ilha, juntando-se no exílio a D. António). A Terceira viveu um horroroso banho de sangue, a que se seguiu uma pesada ocupação militar.
Submetida a Terceira, rapidamente as restantes ilhas caem sob o jugo castelhanos. A última a render-se foi o Faial, onde o governador resistiu heroicamente e acabou enforcado por ter matado um emissário, e a 11 de agosto foi finalmente jurada fidelidade ao rei Filipe I de Portugal em todas as Câmaras da Terceira.
Em meados de agosto de 1583 era completo o domínio castelhano nos Açores, como aliás em todos os territórios sob soberania portuguesa. Em finais do mês Álvaro de Bazán partiu com o grosso das forças, levando consigo os principais membros da nobreza angrense, entre os quais a jovem Violante do Canto.
O preço pago tinha sido imenso, e as forças de ocupação, que ficaram entregues a Juan de Urbina, um militar duro e experiente, não permitiam quaisquer veleidades independentistas.

## A ocupação castelhana (1583-1641)

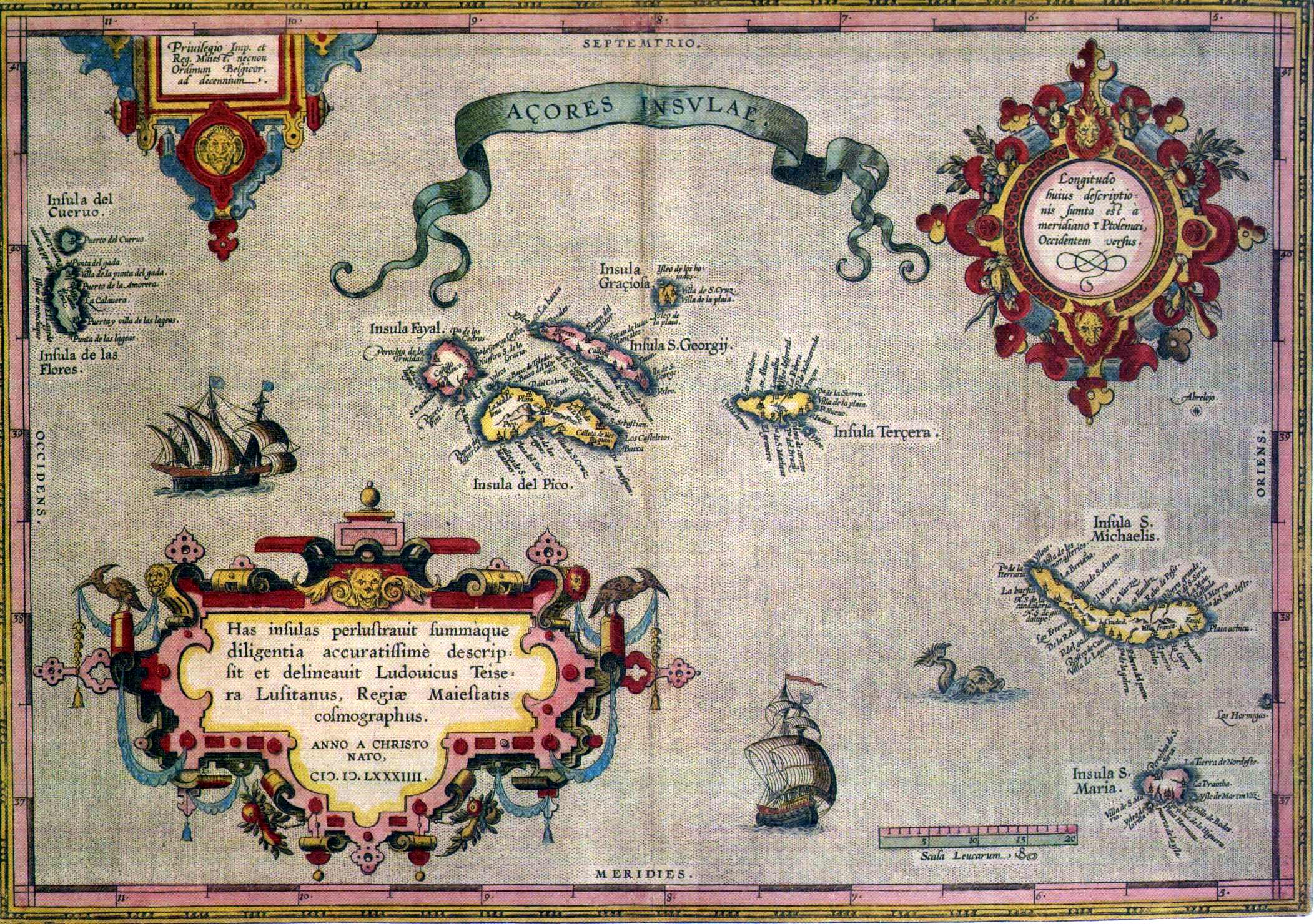
Primeiro mapa dos Açores com todas as ilhas do arquipélago por Luís Teixeira e Abraham Ortelius (1584).

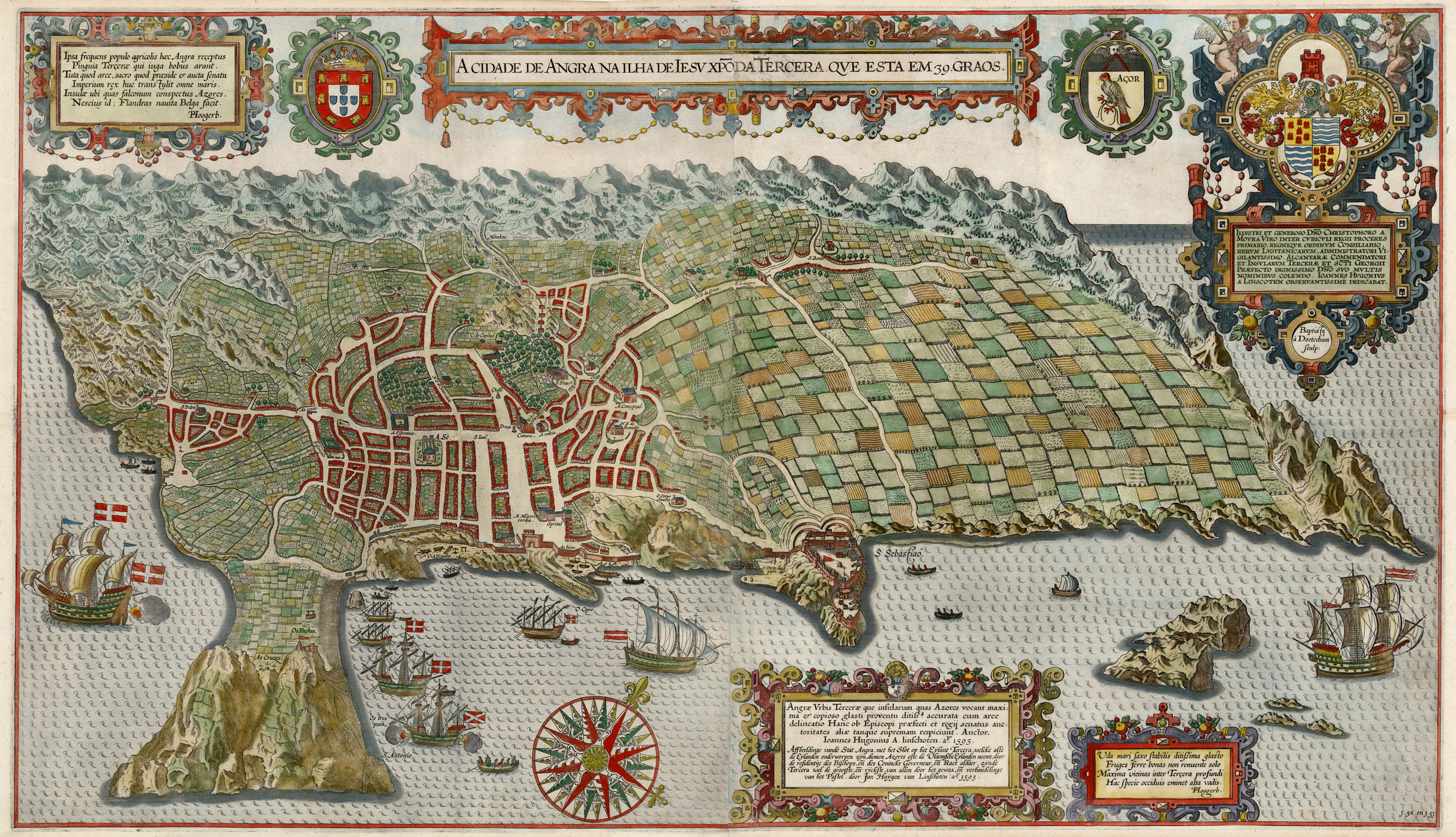
Versão colorida à mão do famoso desenho de Jan Huygen van Linschoten mostrando a ilha Terceira em 1589, com Angra, a primeira cidade açoriana, em primeiro plano.

## AGuerra do Casteloe a Restauração (1641–1642)
Aquando do golpe de 1 de dezembro de 1640, que levou à Restauração da Independência Portuguesa, estava em Lisboa o fidalgo terceirense Francisco Ornelas da Câmara, o qual aparentemente mantinha algumas ligações com os conjurados, sendo um dos primeiros aderentes à causa da nova dinastia de Bragança.
Recebido pelo novel rei João IV de Portugal nos dias imediatos à sua aclamação, foi por este encarregado de vir à sua terra natal promover a nova realeza. Na impossibilidade de lhe serem fornecidas forças militares, e confiando que ainda estaria vivo na Terceira o sentimento anti-castelhano que tinha sustentado a resistência à ocupação nos anos de 1580 a 1583, o plano gizado consistia em entrar discretamente na ilha, comunicar a notícia  da Restauração às figuras chave da sociedade terceirense, preparando a amotinação popular, e tentar uma rendição do Castelo de São João Baptista do Monte Brasil, a sede do poder espanhol nos Açores. Imposto o cerco à fortaleza, esta viria a render-se apenas em 4 de março de 1642 através da combinação da ameaça de sublevação do povo e das milícias, com a promessa de múltiplas vantagens patrimoniais e honoríficas em caso de rendição pacífica.

## Da Restauração à Capitania Geral (1642–1766)
Nos finais do século XIX, a pressão populacional nos Açores e a expansão económica do Brasil levaram à emigração de muitos açorianos para este país da América do Sul. Esta movimentação humana não era, contudo, um fenómeno novo. Com efeito, desde 1617 que a colonização do estado autónomo do Maranhão, Pará e Ceará se tinha iniciado com a ida de centenas de casais açorianos, numa fuga à fome e à miséria. Ocupavam áreas em conformidade com os interesses portugueses para colonizar o interior. Registros açorianos dão conta dos embarques com listas de casais. Motivados pelas dificuldades nas ilhas São Miguel e Santa Maria (orientais), Terceira, São Jorge, Graciosa, Pico e Faial (centrais), Flores e Corvo (ocidentais) partiram muitos, em busca de terra e trabalho nos primeiros embarques para o norte e nordeste brasileiro. Há registros nas datas de sesmarias de centenas de colonos açorianos da Ilha de São Miguel, Santa Maria, Terceira, da Ilha da Madeira e de Algarves que receberam  terras no interior do Ceará, Maranhão e Pará (1680 à 1752). Os documentos com registros dos embarques dos casais portugueses para o Brasil, com o objetivo principal de povoação, revelam apenas os emigrantes legais, entretanto há relatos de dezenas  de clandestinos em cada embarque.
Mais tarde, é a própria Coroa que promove, a partir de 1670, a emigração de açorianos para o sul do Brasil, nomeadamente para Santa Catarina, Nossa Senhora do Desterro, Porto Alegre e São Pedro do Rio Grande. Esta emigração, mais do que movida por questões humanitárias, era fundamentalmente ditada pela necessidade de Portugal em ocupar efectivamente um território cobiçado pelas grandes potências europeias da altura, entre as quais se incluíam a Espanha, a Holanda e a França.
Esta emigração, caracterizada pela procura de zonas insulares e lacustres e pela implantação de zonas urbanas viradas para o interior, prolongou-se até ao século XIX e exigiu, naturalmente, um esforço por parte dos armadores marítimos de maneira a que se pudessem organizar carreiras regulares entre o Brasil e os Açores.

## A Capitania Geral (1766–1820)

Relação dos presos na fragata Amazona (26 de setembro de 1810).

Por decreto de 2 de agosto de 1766 o Consulado Pombalino extinguiu as Capitanias, que existiam desde o século XV, e instituiu em seu lugar a Capitania Geral dos Açores, a cargo de um capitão-general com vastos poderes, equiparáveis ao de um Vice-rei. Este governo, com sede na cidade de Angra, na ilha Terceira, abrangia todas as nove ilhas, com um Regimento próprio. Possuía além do poder político e administrativo, os poderes judiciais, fiscais e militares e completa tutela sobre os municípios, inclusivamente com controle da vida económica. Foi o seu primeiro titular D. Antão de Almada, 12.º conde de Avranches.
Além de governadores em cada ilha, destacaram-se a figura dos juízes de fora, que além de suas funções ligadas à administração da justiça, passaram a ter a função de transmitir as directivas do capitão-general e presidir aos municípios e a dos corregedores, além de ter a seu cargo a administração régia nas ilhas, agora, além de garantir as ordens régias, passavam a ser o "braço direito do governador". No plano do funcionalismo público, passava a atender-se mais à preparação das pessoas do que aos laços pessoais, familiares e de amizade. No plano económico procurou-se aumentar a produtividade agrícola pelo aproveitamento dos baldios.
Por Alvará de 23 de fevereiro de 1771 o arquipélago ascendeu à categoria de província, passando a integrar, a par do arquipélago da Madeira e, por curtos períodos, do arquipélago de Cabo Verde, as designadas "ilhas adjacentes" a Portugal.
No contexto Guerra Peninsular (1808–1814), quando da Terceira invasão francesa de Portugal (1810–1811), sob o comando do general André Masséna, a fragata Amazona aportou em Angra transportando um grupo de prisioneiros políticos deportado pela Regência de Portugal sob a acusação de conspiração e de apoiarem as ideias liberais. A presença deste grupo na ilha foi importante para o apoio que os Açores iriam dar aos liberais até ao fim da Guerra Civil Portuguesa (1828–1834).
É ainda no contexto da difusão das ideias liberais que, a partir de 1819, começaram a chegar ao arquipélago grupos de judeus oriundos do norte da África, havendo registo da sua presença nas ilhas de São Miguel, Terceira, Faial, São Jorge e Graciosa.

## O advento do liberalismo (1820-1828)
No contexto da Revolução liberal do Porto (1820), eclodiu na Fortaleza de São João Baptista na Terceira, a Revolta Constitucional de Angra (1821), o primeiro movimento revolucionário de cunho liberalista nos Açores, liderado pelo antigo Capitão-general, brigadeiro Francisco António de Araújo e Azevedo, a 2 de abril de 1821, debelado no contra-golpe que se sucedeu, na noite de 3 para 4 de abril.
Em 1822 vem a público, em Lisboa, a obra "Corografia Açórica", que, sob a aparência de uma descrição geográfica do arquipélago, constituía-se numa intervenção cívica, com fins didáticos e panfletários, dirigida aos deputados das Cortes Constituintes. O objectivo era a defesa da unidade açoriana e da autonomia democrática, através da criação de órgãos de governo próprio. Esta primeira manifestação da açorianidade política, embora fosse uma obra colectiva, foi assinada por João Soares de Albergaria de Sousa, o que lhe custou o cativeiro sob o reinado de Miguel I de Portugal (1828–1834).
A Constituição Portuguesa de 1822 introduziu na ordem jurídica o conceito de "Ilhas Adjacentes", que permaneceu aplicado aos Açores até à entrada em vigor da Constituição Portuguesa de 1976, e abriu o caminho para a divisão distrital das ilhas.
Com a morte de João VI de Portugal (1826) sucedeu-lhe no trono o filho mais velho, D. Pedro, então Imperador do Brasil, cuja independência havia proclamado (1822) contra a vontade de Portugal. Pedro IV de Portugal abdicou da Coroa Portuguesa em favor de sua filha D. Maria da Glória, ainda menor de idade. Entretanto, elaborou uma nova Carta Constitucional que - à semelhança do que havia feito no Brasil em 1824 - outorgou aos portugueses e, para acalmar os partidários do Absolutismo, apoiadores de seu irmão, D. Miguel, nomeou-o "Generalíssimo" das Forças Armadas Portuguesas.
D. Miguel, exilado em Viena, na Áustria, após os episódios da Vilafrancada (1823) e da Abrilada (1824), retornou a Portugal e promoveu um golpe de Estado, dissolvendo as Cortes, suspendendo a Carta Constitucional portuguesa de 1826 e convocando os Estados Gerais, que o proclamam Rei Absoluto.
A notícia da proclamação de D. Miguel chegou e foi divulgada na Terceira a 17 de maio de 1828, tendo o 9.º capitão-general dos Açores, Manuel Vieira de Albuquerque Touvar reunido a Câmara Municipal de Angra e aclamado o novo soberano. Dos presentes, apenas Agapito Pamplona Rodovalho, um dos participantes do levante de 1821, se recusou a assinar, sendo imediatamente detido.

## A guerra civil e a regência de Angra (1828-1832)
Em reação à proclamação de D. Miguel, apoiada pelo Capitão-general dos Açores, José Quintino Dias, comandante do Batalhão de Caçadores n.º 5 liderou um golpe apoiado pelos liberais terceirenses e pelos deportados da fragata Amazona, e tomou a Fortaleza de São João Baptista da Ilha Terceira (12 de julho de 1828). Tendo o detido o Capitão-General, fez reunir a Câmara de Angra, declarando fidelidade a Maria II de Portugal, reinstaurando a Carta Constitucional de 1826 e nomeando um Governo Interino de acordo com a lei pombalina que instituíra a Capitania-geral. Este governo fez expulsar os miguelistas da Terceira, inclusive o capitão-general Touvar que, demitido, refugiou-se na ilha de São Miguel aguardando instruções de Lisboa.
Ainda sem o conhecimento desses fatos em Lisboa, D. Miguel nomeara o vice-Almirante Henrique da Fonseca de Sousa Prego como capitão-general dos Açores. Quando Sousa Prego chegou ao porto de Angra, na Terceira, a 15 de julho, foi firmemente impedido de desembarcar. Decidiu então retirar para Ponta Delgada, em São Miguel, para aí deliberar o curso de acção a seguir. As suas bagagens, que vinham noutra embarcação, foram apreendidas à chegada a Angra e aí acintosamente vendidas em hasta pública.
Depois de uma curta permanência em Ponta Delgada, Sousa Prego decidiu regressar a Lisboa em busca de novas instruções, uma vez que as forças militares disponíveis em São Miguel não permitiam forçar um desembarque na Terceira. Assim, sem chegar a tomar posse, deixou o governo da Capitania-geral entregue a Touvar e embarcou para Lisboa.
Na capital do Reino, após algumas deliberações, a 5 de agosto de 1828 o soberano decidiu reconfirmar Sousa Prego no cargo de capitão-general dos Açores, dando-lhe o encargo adicional de comandar uma esquadra que, além de o transportar à sede da Capitania-geral, em Angra, na Terceira, subjugando-lhe a resistência, em caminho subjugasse também a Madeira, então os únicos redutos liberais que restavam no país.
Enquanto isso, na Terceira, as forças liberais cogitam em retirar e Quintino Dias prepara-se para embarcar para a Inglaterra. Nesse momento, destaca-se a figura de Cipriano da Costa Pessoa, que lidera a população e força a Câmara de Angra a manter-se firma na defesa da causa liberal. São convocados voluntários para a defesa, expulsam-se apoiadores do absolutismo miguelista e reforçam-se as fortificações da ilha. D. Pedro envia reforços para a Terceira por intermédio do Marquês de Palmela, que nomeou Diocleciano Leão de Brito Cabreira para o cargo de General das Armas dos Açores. Este oficial chega à Terceira em 5 de setembro de 1828. Para que pudesse integrar o governo, a Câmara de Angra dissolveu-o e instituiu uma Junta Provisória do Governo dos Açores. Esta Junta julgou vários miguelistas que se tinham organizado em bandos, que roubavam e matavam.
A 28 de outubro, a Junta Provisória proclama-se governo legítimo de Portugal e declara a cidade de Angra como capital do Reino de Portugal, em nome de D. Pedro e de D. Maria, sendo nomeados Ministros de Estado: é a chamada Regência de Angra. Entretanto, e devido ao ao excessivo rigor com que alguns miguelistas haviam sido julgados, sentenciados à morte, D. Pedro nomeou o general Saldanha como Governador Militar e General de Armas dos Açores, em lugar de Cabreira, que deixou a Terceira. Saldanha, por sua vez, não conseguiu desembarcar na Terceira, impedido pelo bloqueio naval da Marinha Real Britânica à ilha (a Inglaterra apoiava o governo absolutista de D. Miguel), e regressou à França, onde a notícia causou indignação, levando o governo britânico a levantar o bloqueio naval.
No lado dos absolutistas, após uma vitória fácil na Madeira, onde as operações de rescaldo se demoraram até finais de outubro, Sousa Prego partiu para os Açores, tendo aportado a Ponta Delgada a 1 de novembro de 1828. Sem desembarcar, depois de uma troca de correspondência com Touvar que se mantinha como capitão-general interino naquela cidade, aguardando a oportunidade para dar posse a Sousa Prego, o vice-Almirante partiu a 4 de novembro com a esquadra para a Terceira, com o objectivo de tentar um desembarque e subjugar as forças liberais que estavam na posse da ilha.
A estratégia planejada baseava-se no contato com o capitão João Moniz Corte Real, líder dos absolutistas terceirenses, e tentar a via negocial, buscando uma rendição pacífica da ilha. Tendo falhado este contato e vendo rejeitadas as suas propostas negociais, após ter patrulhado as águas da ilha durante mais de um mês, aparentemente indeciso sobre o local do desembarque e sobre a necessidade de um ataque à ilha, já que aparentemente ainda considerava que a melhor solução seria a via negocial, Sousa Prego retirou-se novamente para São Miguel, aportando a Ponta Delgada e 12 de dezembro.
Nessa cidade, decidiu então tomar posse da Capitania-geral, dando por findo o mandato de Manuel Vieira de Albuquerque Touvar. Com esta decisão a Capitania continuava com o seu governo exilado em Ponta Delgada, embora governando todas as ilhas, com excepção da Terceira, de vez que Angra continuava na posse dos liberais, que entretanto tinham ali instalado uma Junta Governativa.
A decisão estratégica de não atacar a Terceira, embora dispondo de uma substancial força militar e ordens para tal fim, teve consequências profundas no desenvolvimento subsequente das lutas liberais, uma vez que permitiu que os liberais consolidassem o seu domínio sobre a ilha e a utilizassem como base para concentração de forças e para reclamar legitimidade perante as potências europeias, em especial junto dos governos britânico e francês.
A partir de Ponta Delgada, o novo Governador e Capitão-general empenhou-se na boa administração da parte da capitania que estava sob o seu controlo e no estabelecimento de um efectivo bloqueio naval à ilha Terceira, a única que permanecia nas mão dos liberais.
Apesar do empenho de Sousa Prego, o bloqueio da Terceira não foi bem sucedido, embora fossem muitas as embarcações interceptadas, incluindo navios estadunidenses, o que mais tarde daria lugar ao pagamento de pesadas indenizações àquele país. Nesse ínterim, os liberais conseguiram paulatinamente reforçar a sua presença na ilha, fazendo entrar emigrados vindos da Inglaterra e da França e mantendo comunicação com o Brasil.
Em resultado da ineficácia do bloqueio naval britânico à Terceira, o marquês de Palmela continua a enviar para a ilha homens e equipamento militar, possibilitando o reforço da defesa da ilha. Ao mesmo tempo, e dada a falta de entendimento entre os Ministros de Estado nomeados, extingue a Junta Provisória e nomeia, por Carta Régia de 5 de abril de 1829, António José de Sousa Manuel de Menezes Severim de Noronha, 7.º conde de Vila Flor, como Governador e Capitão-general dos Açores. Este chega à ilha, acompanhado por um grupo numeroso de emigrados, a 22 de junho desse ano.
Desse modo, a partir de junho de 1829 a Capitania-geral dos Açores passou a ter dois titulares, um por cada partido em confronto, com Sousa Prego em Ponta Delgada e o conde de Vila Flor na sede da Capitania, na então cidade de Angra.
Vila Flor determinou a reconstrução e reforço da primitiva linha de fortes costeiros que defendiam a ilha, dividindo-a taticamente em nove partes, pelas quais distribuiu o seu efetivo de aproximadamente 2.400 homens.
Face ao deteriorar da situação militar nos Açores, D. Miguel decidiu, em Julho de 1829, ordenar o ataque à Terceira. Para tal enviou para os Açores a maior parte da sua Armada, desta feita sob o comando de José Joaquim da Rosa Coelho. As ordens dadas a Rosa Coelho incluíam uma passagem por Ponta Delgada, porto onde devia embarcar o capitão-general Sousa Prego, o qual devia participar na condução da operação.

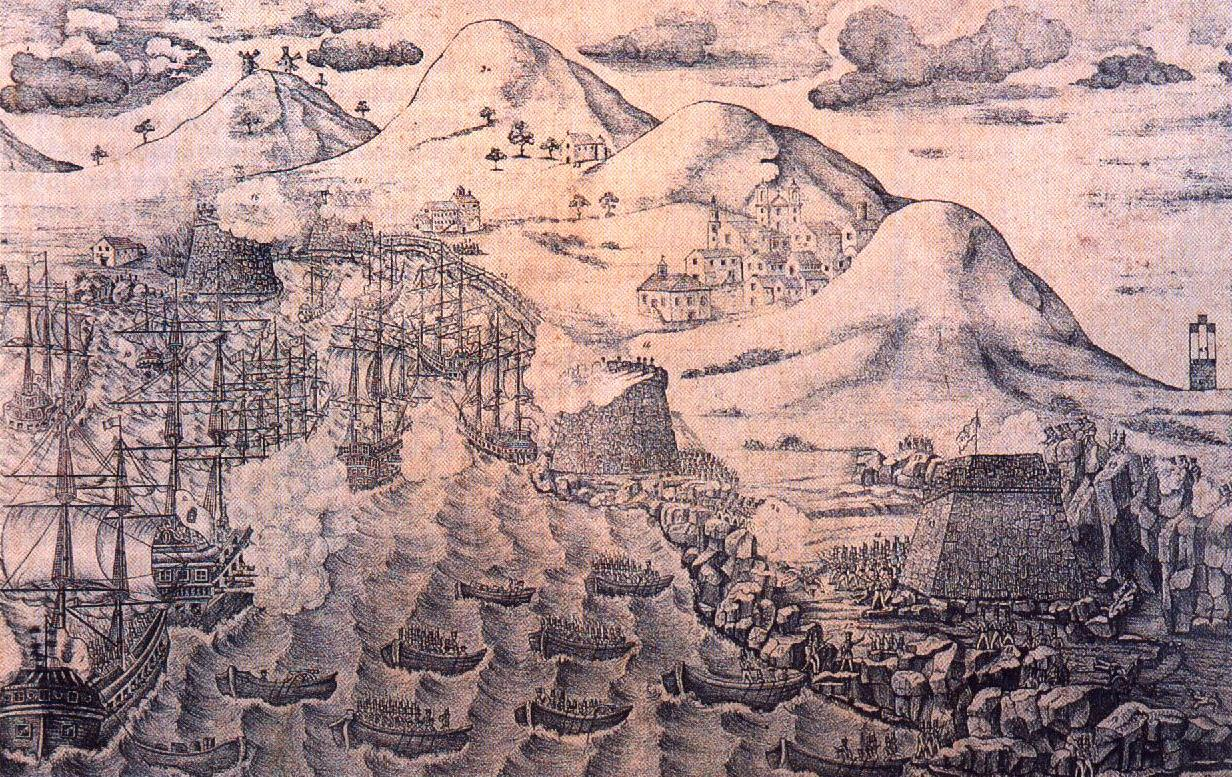
Batalha da Praia (11 de agosto de 1829) em gravura do século XIX.

A operação culminou com a derrota do partido miguelista na Batalha da Praia (11 de agosto de 1829). Fracassado o desembarque e sofrida uma derrota que levantou decisivamente o moral dos liberais e lhes deu a credibilidade internacional que careciam, a esquadra retirou para Ponta Delgada, optando por repartir as suas forças pelas ilhas vizinhas. O grosso da esquadra regressou derrotado a Lisboa, o que levou Sousa Prego e Rosa Coelho a serem acusados de falta de zelo e firmeza na preparação dos meios de desembarque e na condução das operações.
Após esses acontecimentos, D. Pedro nomeou uma Regência para o Reino, com sede em Angra, na ilha Terceira, sob a presidência do marquês de Palmela, que ali chegou a 15 de março de 1830. O conde de Vila Flor foi nomeado Marechal de Campo e Comandante Militar da Terceira, passando a integrar a Regência. O decreto que o nomeou foi assinado por Mouzinho da Silveira, também nomeado pela Regência com o cargo de Ministro e Secretário de Estado. A Regência nomeou embaixadores nas Cortes de Londres e de Paris.
Sentindo-se fortalecida, a Regência de Angra decidiu atacar as restantes ilhas do arquipélago. Para tal, preparou uma expedição, que partiu de Angra no dia 7 de abril de 1831, sob o comando do conde de Vila Flor, sendo encarregado das tropas de desembarque o major José Joaquim Pacheco. O objectivo era a conquista das restantes ilhas do Grupo Central do arquipélago. Encaminhou-se inicialmente para a Ilha do Pico, que ocupou sem resistência, tomando depois a ilha de São Jorge, ocupada após a vitória no recontro da Ladeira do Gato. Ao preparar-se para desembarcar na ilha do Faial, surgiu uma corveta miguelista, o que levou o conde de Vila Flor a julgar mais prudente retirar para a Terceira para obter reforços. Retornada a expedição, a ilha foi ocupada também pelos liberais, e, logo em seguida, a Graciosa. As ilhas do Corvo e das Flores reconheceram espontaneamente o governo liberal, de modo que ficaram unicamente no poder dos miguelistas as ilhas de São Miguel e de Santa Maria.
Em São Miguel, Sousa Prego e as suas forças ainda tentaram a resistência na combate da Ladeira da Velha, quando as forças liberais finalmente desembarcaram naquela ilha. Também aí o desbarato das forças de Sousa Prego foi total e, praticamente sem resistência, a ilha foi conquistada em Agosto desse mesmo ano. As tropas liberais entraram em Ponta Delgada a 3 de agosto de 1831. Para evitar a captura, o Capitão-general miguelista acabou por pedir asilo na residência do cônsul da Inglaterra, de onde foi evacuado para Lisboa.
Com o arquipélago em poder dos Liberais, no final desse mês de agosto, o marquês de Palmela viajou para Londres, para convidar D. Pedro a vir para os Açores e assumir o comando da expedição planejada para o assalto a Portugal Continental. Diante da aceitação de D. Pedro, iniciou-se o recrutamento de voluntários para o exército liberal.
D. Pedro chegou a Ponta Delgada a 22 de fevereiro de 1832, tendo se demorado nesta cidade até 2 de março, data em que partiu para Angra. À chegada aquela cidade, ainda a bordo da embarcação que o conduziu, nomeou um governo constituído pelo marquês de Palmela, Mouzinho da Silveira e José Freire. Para as Forças Armadas, nomeou George Rose Sartorius como Comandante-em-Chefe das Forças do Mar, e o conde de Vila Flor para as de Terra. Em busca de apoio, partiu para a cidade da Horta a 1 de abril, a bordo do vapor "Superbe", sendo recepcionado pelo presidente da Câmara, António José de Ávila, e tendo se hospedado na casa do morgado José Francisco da Terra Brum. Nos cinco dias em que permaneceu na cidade, tiveram lugar festejos, banquetes e preparativos militares. Prosseguiu a viagem rumo à ilha de São Jorge no dia 6 de abril. Os voluntários desta ilha constituíram o "Batalhão Sagrado", que seguiu com D. Pedro para o Continente.
A concentração final das forças teve lugar na ilha de São Miguel, para onde D. Pedro seguiu em 26 de abril. A expedição largou ferros de Ponta Delgada, na ilha de São Miguel, a 27 de junho de 1832, com uma esquadra composta pela fragata Rainha de Portugal (56 peças), a fragata D. Maria II (48 peças), a corveta Amélia (20 peças), os brigues Regência (16 peças), Conde de Vila-Flor (16 peças) e Liberal (9 peças), as escunas Faial (15 peças), Graciosa (11 peças), Terceira (7 peças), Coquette (7 peças), Esperança (7 peças), Eugénia (10 peças) e Prudência (8 peças) e mais outro navio com 8 peças. Seguem-no 50 transportes com o Batalhão de Oficiais, o Corpo de Guias, os Regimentos de Infantaria 3, 6, 10 e 18, os Batalhões de Caçadores 2, 3, 5 e 12, o 1.º Batalhão de Artilharia, o Batalhão Académico, o Batalhão de Voluntários da Rainha, o Batalhão de Marinha e o Batalhão de Atiradores Portugueses.
Ao todo seriam 7 500 homens de armas, dando origem, depois da vitória, à lenda dos 7 500 bravos do Mindelo, que entraria na mitologia liberal, persistindo por mais de um século no imaginário nacional.
Enquanto isso, Mouzinho da Silveira procedia a uma extensa ação reformadoraː entre 1829 e 1832 elaborou 65 decretos que alteraram profundamente a legislação do reino, destacando-se, como exemplo, a aplicação nos Açores, dos decretos sobre a abolição da escravatura (maio de 1832).

## A monarquia constitucional (1832-1891)
Com a partida de Ponta Delgada da expedição militar que desembarcaria no Mindelo, na qual se incorporou o Imperador e a Regência, os Açores deixam de estar no centro da política portuguesa, reassumindo o seu papel periférico.
Pelo Decreto n.º 28, de 4 de junho de 1832, assinado em Ponta Delgada por D. Pedro IV, em nome de sua filha, a rainha D. Maria II, sendo Secretário de Estado dos Negócios do Reino o marquês de Palmela, foi extinta a Capitania Geral dos Açores e criada em sua substituição a Província dos Açores com sede em Angra, na ilha Terceira.
A Província estava dividida em três comarcas administrativas: Angra, a capital provincial, com um prefeito; Ponta Delgada, com um sub-prefeito; e Horta, igualmente com um sub-prefeito. A vila da Horta foi elevada à categoria de cidade em 1833, em recompensa ao seu apoio aos liberais durante a Guerra Civil.
Face à recusa das elites de Ponta Delgada em aceitar a subordinação administrativa à Terceira e a uma acesa disputa sobre a sede do Tribunal da Relação dos Açores, a divisão administrativa foi alterada pelo Decreto n.º 64, de 28 de junho de 1833, sendo criadas em substituição daquela província a Província Oriental dos Açores, com sede em Ponta Delgada, e a Província Ocidental dos Açores, com sede em Angra. Estava assim iniciado o processo de divisão territorial dos Açores que levaria à criação dos Distritos das Ilhas Adjacentes.
O Código Administrativo de 1836 consagrou a forma dos distritos, concelhos e freguesias no país. Nos Açores foram criados três distritos: "Oriental" (ilhas de São Miguel e Santa Maria), "Central" (ilhas Terceira, Graciosa e São Jorge) e "Ocidental" (ilhas do Faial, Pico, Flores e Corvo), modelo de administração que, grosso modo, vigorou, nos Açores e na Madeira, até 1895.
Em 1837 a cidade de Angra e a cidade da Praia foram renomeadas como "Angra do Heroísmo" e "Praia da Vitória", em homenagem ao seu apoio durante a Guerra Civil.
Entre 1841 e 1845, o navio de guerra britânico HMS Styx, comandado pelo capitão Alexander Thomas Emeric Vidal, procedeu ao levantamento hidrográfico dos Açores, elaborando a primeira carta onde as ilhas aparecem com a sua forma real e com as suas posições relativas correctamente implantadas. Nessas expedições participaram, além de hidrógrafos, outros cientistas, entre os quais Hewett Cottrell Watson, o que permitiu um melhor conhecimento da fauna e flora açorianas. Data desta época a descrição da vidália, um género endémico, nomeado em honra do capitão Vidal.
Embora com o seu início no último quartel do século XVIII, ao longo da primeira metade do século XIX acelerou o interesse científico pelo conhecimento dos Açores. Assim as ilhas são visitadas por Christian Ferdinand Friedrich Hochstetter, Charles Darwin (no regresso da sua viagem a bordo do Beagle), Georg Hartung, Frederick du Cane Godman e muitos outros cientistas de nomeada. A sua geologia, ecologia, fauna e flora são amplamente discutidas na literatura científica com importantes repercussões sobre as nascentes teorias da época, em especial sobre a evolução e a selecção natural.
A partir de meados do século XIX verifica-se um vigoroso surto inovador no arquipélago, na agricultura, na indústria e no comércio. Desse modo, em 1843 foi fundada, em Ponta Delgada, a Sociedade Promotora da Agricultura Açoriana, que passou a editar o primeiro jornal agrícola português, o "O Agricultor Micaelense". Esta sociedade trouxe resultados bastante positivos à agricultura açoriana, promovendo não apenas a introdução de novas culturas como o ananás, o chá, a espadana e o tabaco (em lugar de culturas tradicionais como a vinha e a laranja, devastadas por pragas nesse período), como de novas técnicas e métodos de trabalho, trazendo o aumento da qualidade e da produtividade.
A 11 de setembro de 1891 o poeta Antero de Quentalsuicidou-se no Campo de São Francisco, freguesia de São José, e em 18 de outubro iniciam-se as obras do aterro litoral entre o cais da Sardinha e o cais da Alfândega (dando assim, origem ao projeto que viria, quase 70 anos depois, a originar a atual avenida marginal de Ponta Delgada).

## A campanha autonomista e o Decreto de 2 de março de 1895 (1892-1895)

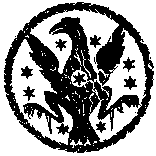
Símbolo dos Açores (década de 1820).

A década de 1890 iniciou-se no país com um recrudescimento do descontentamento face à ineficácia das políticas da regeneração nacional e à crescente crise financeira que tinha paulatinamente conduzido à paralisia do investimento público. Neste contexto, nos Açores, um conjunto de medidas percebidas como contrárias aos interesses do arquipélago vieram despoletar um grande movimento social em prol da autonomia (e mesmo da independência no contexto do iberismo ou da ligação aos Estados Unidos), capitalizando o profundo descontentamento latente. Foram elas as seguintes:
- uma nova tentativa de abolição da moeda insulana, na sequência de outra feita em 1887 pelo mesmo ministro da fazenda, Mariano Cirilo de Carvalho;
- a decisão de extinguir o Tribunal da Relação dos Açores;
- a extinção das Juntas Gerais operada pelo Decreto de 6 de agosto de 1892; e, acima de tudo,
- o monopólio do álcool, proposto na Lei de Meios de junho de 1891, que ameaçava a ruína da cultura da batata-doce, um dos sustentáculos da economia das ilhas de São Miguel e da Terceira após o declínio da exportação de laranja.

Perante as medidas anunciadas, gerou-se em Ponta Delgada e em Angra do Heroísmo um movimento de opinião destinado a defender os interesses locais face ao Governo do Reino, sendo para o efeito criadas “comissões autonomistas” e organizada a publicação de jornais destinadas à propaganda da autonomia. Foi criada uma comissão que se dirigiu a Lisboa, sendo recebida, a 30 de junho de 1891, em audiência pelo rei D. Carlos (que se faz acompanhar pelo Ministro da Fazenda, Mariano Cirilo de Carvalho, o mesmo que pretendia o fim da moeda insulana) a quem apresentaram as aspirações autonómicas. Aparentemente na sequência desta audiência, foi suspenso o projeto de unificação monetária (que apenas viria a ocorrer em 1931) e abandonado o da extinção do Tribunal da Relação dos Açores (a Relação viria a ser extinta em 1911).
Na sessão da Câmara dos Deputados de 31 de março de 1892 foi apresentado pelo deputado micaelense Aristides Moreira da Mota um projeto de lei concedendo uma ampla autonomia aos Açores. A dissolução da câmara impediu a discussão do projeto.
Vendo que os partidos tradicionais não defendiam as ideias propostas, políticos açorianos de várias tendências formaram o Partido Autonomista, que rapidamente se tornou maioritário na ilha de São Miguel, elegendo três dos quatro deputados do círculo na eleição realizada a 15 de abril de 1893.
Na sessão de junho de 1893 foi apresentada na Câmara de Deputados nova proposta de lei, subscrita pelos deputados micaelenses, incorporando os princípios da proposta da Comissão Autonomista de Ponta Delgada. Mais uma vez as Cortes foram encerradas sem haver oportunidade para discussão do projecto.
Nesse ínterim, a agitação pró-autonómica crescia nos Açores, particularmente em São Miguel, e numa sequência de grandes comícios e no meio de intensa polémica jornalística, foram eleitas Comissões Autonomistas com o objectivo de elaborar propostas de lei visando a Livre administração dos Açores pelos açorianos, frase que rapidamente se tornou o lema da campanha e que ainda hoje é frequentemente invocada na política açoriana. Dessas comissões resultou nova proposta de lei, mais moderada, aprovada em Ponta Delgada a 12 de maio de 1894, e novamente apresentada ao parlamento pelos deputados autonomistas entretanto eleitos. Em Angra do Heroísmo, a comissão autonómica elaborou e aprovou, em 25 de janeiro de 1894, um relatório e projeto de lei, muito avançado para a sua época nos conceitos e nas propostas de autonomia política (propondo a existência de um parlamento, o Congresso Açoriano), que por falta de entendimento com a comissão micaelense não foi apresentado às Cortes.
Entretanto, Hintze Ribeiro, um micaelense, assumiu o cargo de Presidente do Conselho de Ministros. Retomando as propostas apresentadas, embora muito moderadas por ação do ministro João Franco, concedeu a reclamada autonomia por decreto ditatorial (sem apreciação parlamentar) dado as Cortes estarem suspensas. Foi o Decreto de 2 de março de 1895 que, com grandes limitações face ao reclamado, veio conceder a autonomia administrativa aos distritos açorianos que o requeressem por maioria de dois terços dos seus eleitores. 
Iniciou-se assim, para os distritos de Ponta Delgada (em 1895) e de Angra do Heroísmo (em 1898) a autonomia administrativa. O distrito da Horta, confrontado com a exiguidade das receitas próprias e a falta de elites locais capazes de liderar o processo, nunca requereu a autonomia administrativa.
Estes anos foram de algum progresso económico, com a introdução de novas tecnologias e o quebrar do isolamento secular das ilhas com a primeira ligação telegráfica. Foi assim que a 23 de maio de 1893 foi fundada, em Ponta Delgada, a Fábrica de Cervejas e Refrigerantes, por  João Melo Abreu, e a 27 de maio do mesmo ano foi inaugurado, com a transmissão de um telegrama do rei D. Carlos ao governador civil, o primeiro cabo telegráfico submarino a tocar os  Açores, ligando Carcavelos, na costa portuguesa, a Ponta Delgada, na ilha de São Miguel.
Na agricultura, de modo inverso, estes foram anos de franca crise, com a filoxera a completar a destruição dos vinhedos que o oídio iniciara décadas antes, e com a praga de "lágrima" (melanose causada pelo "Diaporthe citri"), responsável pelo fim do chamado "ciclo da laranja", sem que fosse ainda visível o dealbar de qualquer novo ciclo produtivo.

## A autonomia administrativa (1895-1928)
Abre-se com o Decreto de 2 de março de 1895, considerado o primeiro decreto autonómico.
Neste período, em 1901 teve lugar a Visita Régia, momento singular na história dos arquipélagos atlânticos. Nos Açores, o roteiro desenvolveu-se como abaixoː
- Ilha de Santa Maria: 27 de junho;
- Ilha do Faial e Ilha do Pico: de 28 de junho a 1 de julho;
- Ilha Graciosa: 2 de julho;
- Ilha Terceira: de 2 a 4 de julho;
- Ilha de São Miguel: de 4 a 11 de julho.

Há a destacar ainda a visita, entre 27 de maio e 22 de junho de 1924, de um grupo de personalidades de relevo na vida cultural e académica portuguesa a todas as ilhas dos Açores. Na chamada "Missão Intelectual" ou "Visita dos Intelectuais", organizada pelo autonomista José Bruno Tavares Carreiro, nesta integraram o escritor Antero de Figueiredo, o etnólogo José Leite de Vasconcelos, o escultor Teixeira Lopes, autor da maqueta do monumento a Antero de Quental, exibida nos Açores durante a visita, Luís de Magalhães, escritor e político que se distinguira como ministro dos Estrangeiros na efémera Monarquia do Norte, Armindo Monteiro, professor de Direito e especialista em questões económicas, D. Luís de Castro e D. Manuel Ribeiro de Bragança, professores do Instituto de Agronomia, autorizados pelo respectivo ministro para as suas deslocações serem consideradas em missão oficial de estudo nos Açores, Henrique Trindade Coelho e Joaquim Manso, como representantes da imprensa. O Diário de Notícias enviava em reportagem Oldemiro César, A Época, Armando Boaventura e O Século, Raposo de Oliveira.

## A consolidação do Estado Novo (1928-1943)
No arquipélago, em termos políticos, a década de 1920 foi marcada pelo 2.º movimento autonomista, que culminou com o Primeiro Congresso Açoriano (1938). Em pleno Estado Novo nada significativo foi alterado politicamente até à Constituição Portuguesa de 1976.

## A II Guerra Mundial e o desembarque britânico (1943-1946)
A 8 de outubro de 1943, no contexto das operações aliadas no Atlântico durante a Segunda Guerra Mundial, cerca de 3 000 militares britânicos instalaram-se na Terceira, após a concessão pelo governo do Estado Novo de facilidades militares ao Reino Unido no arquipélago dos Açores.
Na madrugada do dia 8 de outubro de 1943, uma sexta-feira, as forças britânicas, comandadas pelo AVM Sir Geoffrey Rhodes Bromet, chegaram ao Porto de Pipas, em Angra do Heroísmo. A população, apanhada de surpresa pela chegada das forças aliadas, foi colaborante, obedecendo às ordens do governador civil e do comando militar da ilha, que ditavam a obrigação de ajuda no desembarque. O quartel-general das forças britânicas foi instalado no Castelinho e foi estabelecido um acampamento na Vinha Brava (nos terrenos da Estação Agrária).
Em poucos dias foram desembarcados no Porto de Pipas, cerca de 20 mil toneladas de material para o Aeródromo das Lajes, cujas obras na pista começaram no dia imediato, com a instalação de uma pista provisória construída com chapas metálicas (cujos restos ainda se encontram pela ilha). Contudo, as sucessivas necessidades de ampliação, levaram o Governo britânico a solicitar a Oliveira Salazar o envolvimento norte-americano no arquipélago. Em Janeiro de 1944, os primeiros norte-americanos desembarcaram na Terceira, não como militares, mas alegando ser como técnicos especializados, cumprindo assim a imposição do Governo português que limitava a presença militar aliada nos Açores aos britânicos.
As necessidades logísticas norte-americanos levaram os Estados Unidos a exigir autorização para se instalarem no arquipélago, o que viria a acontecer, novamente sob o disfarce inicial de uma estrutura civil, com o início da construção do Aeroporto de Santa Maria, na ilha de Santa Maria, cujo acordo autorizador, após um difícil processo negocial, foi assinado a 28 de novembro de 1944.
A presença britânica na ilha Terceira foi marcado por uma fase rápidas mudanças no modo de vida da população, com profundas implicações a nível económico, das mentalidades e da cultura terceirense. A interacção com os locais foi intensa e permitiu aos britânicos participar na vida social, sendo convidados para as festas e convivendo com poucas restrições com a população local. O entusiasmo britânico pelo futebol e o atletismo levou à realização de jogos entre locais e militares britânico, o que fortaleceu a implantação do desporto no arquipélago. Mas os conflitos também existiram, em particular na relação entre os militares britânicos e as jovens locais, num período em que presença de uma importante força expedicionária portuguesa já colocava sérios desafios à moral tradicional. Surgiram as tabernas e as casas de prostituição ilegal
Terminada a Guerra, a população local festejou a vitória aliada. Pouco depois a maioria das forças britânicas abandonaram a ilha, mas, por pressão dos norte-americanos, ficou na Base das Lajes um contingente britânico destinado a garantir o acesso norte-americano à estrutura. Apenas a 6 de outubro de 1946 os militares ingleses saíram da ilha, realizando-se nesse dia uma cerimónia de transferência do controlo da base para os militares portugueses, com o hastear solene da bandeira portuguesa nas instalações. Nesse mesmo dia, forças norte-americanas instalaram-se na estrutura, nela permanecendo até ao presente.

## O 25 de Abril e opção autonómica (1974-1976)
Com a revolução de 25 de abril de 1974 iniciou-se nos Açores um período de grande efervescência política. Nos dias imediatos assistiu-se à demissão dos órgãos de governo existentes (Governos Civis) e ao encerramento das sedes da polícia política (a PIDE/DGS) e da Legião Portuguesa. Tais acções foram acompanhadas em Ponta Delgada e em Angra por manifestações populares de alguma dimensão.
Passado o choque inicial, começaram as movimentações das diversas forças políticas nascentes. A primeira a realizar acções com impacto popular, e a mais activa, pronunciando o papel institucional que teria nas duas décadas seguinte, foi o Partido Popular Democrático (PPD). Liderado por João Bosco Soares da Mota Amaral, que à data da revolução era deputado à Assembleia Nacional, o PPD desde logo gozou de forte apoio da Igreja Católica (de longe a maior força social no terreno), posicionando-se rapidamente como o partido do povo rural e das franjas urbanas da classe média e média alta. Os restantes partidos, em particular os da esquerda, tinham as suas estruturas locais assentados sobre a intelectualidade e alguma juventude mais politizada, não conseguindo penetrar facilmente no meio rural.
Para além das questões nacionais e dos problemas da descolonização (existiam importantes colónias açorianas no chamado Ultramar, nomeadamente jorgenses em Angola, para onde tinham ido na sequência do sismo de 1964), as questões referentes ao estatuto autonómico das ilhas rapidamente ganharam primeiro plano.
Logo em Maio, pouco depois da sua formação, o PPD incluiu na sua Declaração de Princípios a questão da autonomia insular, sendo depois o primeiro partido a apresentar propostas concretas de reorganização do sistema político açoriano. Assim, em conferência de imprensa, realizada em Ponta Delgada a 8 de Novembro de 1974, Mota Amaral, em nome do PPD, apresentou as bases do Estatuto Político-Administrativo da Região Autónoma dos Açores. Nessa proposta, o arquipélago passaria a constituir uma Região Autónoma, designação retirada das propostas da Comissão de Planeamento Regional, dotada de poderes próprios exercidos por uma Assembleia Regional, composta por membros nomeados, e um Conselho Regional. Os distritos autónomos eram mantidos, sendo a capital regional rotativa, permanecendo um ano em cada capital de distrito. Em cada distrito mantinha-se a Junta Geral e a Comissão Executiva.
Aproveitando a liberdade política reconquistada, os herdeiros do regime e das instituições fascistas organizaram-se no Movimento para a Autonomia do Povo Açoriano (MAPA), que veio a público em 6 de junho de 1974, no diário Correio dos Açores, em 6 de junho de 1974, defendendo a "autodeterminação" dos Açores. A palavra seria depois substituída por "autonomia" para o tornar mais aceitável na política regional. O seu projecto apresentando em 26 de Janeiro de 1975 é basicamente reaccionário e procura retomar uma terminologia arcaica a respeito da autonomia.
Em contraponto às propostas do PPD e do MAPA, o Eng. Deodato Magalhães de Sousa, presidente da Comissão de Planeamento, apresentou em 3 de Janeiro de 1975, um estudo preconizando a manutenção no essencial do estatuto anterior, procedendo apenas à consolidação da dimensão regional em detrimento da dimensão distrital. Essa posição foi adoptada e aprofundada por um grupo de intelectuais influentes, ligados ao PPD, PS e MDP/CDE, entre os quais o Eng. Magalhães de Sousa, numa proposta, conhecida pelo Projecto do Grupo dos Onze, que teve ampla divulgação pública. A autonomia preconizada excluía áreas como a saúde e as despesas com a educação, representando nalgumas áreas um marcado retrocesso face às competências atribuídas pelo Decreto de 2 de março de 1895.
Entretanto o poder constituído ia-se organizando, nomeadamente através de reuniões inter-autarquias e de uma "I Reunião Insular" (incluindo representantes da Madeira), realizada em Angra do Heroísmo a 1 e 2 de março de 1975, procurando criar um equilíbrio que permitisse nos Açores o desenvolvimento dos princípios do Movimento das Forças Armadas.
Com o pronunciamento de 11 de março de 1975 em Lisboa, e o avançar da esquerda revolucionária, nos Açores começaram a aparecer claros sinais de instabilidade. Num ambiente de efervescência realizaram-se a 25 de abril de 1975 as eleições para a Assembleia Constituinte, tendo nelas o PPD alcançado uma folgada vitória com 62,7% dos votos contra apenas 28,4% para o Partido Socialista (PS).
No entretanto a situação de instabilidade ia-se agravando com o aparecimento de claras manifestações separatistas e o surgimento da Frente de Libertação dos Açores (FLA).
Face ao crescendo autonomista e separatista, em princípios de abril de 1975 foi elaborado por parte dos participantes na I Reunião Insular um projecto de Decreto-Lei visando a criação da Província dos Açores. É a primeira proposta onde se aceita o fim dos distritos e a extinção das Juntas Gerais. O decreto, apesar de anunciar seguir orientações do Ministério da Administração Interna, nunca chegou a ser discutido já que os acontecimentos precipitaram-se e a instabilidade política não permitia o seu avanço.
A 6 de junho de 1975 realizou-se uma gigantesca manifestação em Ponta Delgada, onde a pretexto do desagrado com a situação da lavoura insular, os manifestantes acabaram por derivar para reivindicações pró-independência e pela exigência de demissão do Governador Civil, António Borges Coutinho. Os manifestantes ocuparam o Emissor Regional, o aeroporto e as principais infra-estruturas da ilha de São Miguel, forçando a demissão do Governador Civil. Foi instalada um governo militar presidido pelo Comandante Militar, o general Altino de Magalhães.
Face aos acontecimentos e à crescente violência (explodiram vários petardos e era clara a existência de um clima pré-insurreccional), foram presos e conduzidos para a Terceira um número significativo dos cidadãos mais influentes de São Miguel, aumentando ainda mais a tensão.
Neste contexto, já não era possível continuar a discutir projectos de autonomia. Numa reunião realizada em Lisboa nos dias 25 e 26 de Junho de 1975 foi elaborada uma proposta de criação de uma Junta Governativa dos Açores, que substituiria os Governos Civis e as Juntas Gerais. Elaborado com a participação de representantes açorianos, a proposta, embora muito alterada, veio dar origem ao Decreto-Lei n.º 458-B/75, de 22 de Agosto, lançando as bases para a existência de órgãos de governo únicos no arquipélago.
A Junta Regional dos Açores, criada a 22 de agosto de 1975, assumiu funções em setembro imediato, sendo composta por vogais designados pelo PPD (4) e pelo PS (2). Era, por inerência, presidida pelo Governador Militar, o general Altino de Magalhães. No entretanto a economia entrava em quase colapso e a emigração para os Estados Unidos e Canadá conhecia um enorme recrudescimento.
O Decreto-Lei n.º 458-B/75, de 22 de agosto, foi alterado pelo Decreto-Lei n.º 100/76, de 3 de Fevereiro, reforçando os poderes da Junta Regional e permitindo a consolidação do novo poder regional.
Entretanto, na Assembleia Constituinte, os partidos políticos iam apresentando os seus projectos para o Título VII da nova Constituição que versava o estatuto das ilhas atlânticas. Os projectos do Partido Popular Democrático e do Partido Socialista foram apresentados em setembro de 1975, distinguindo-se por um maior pendor autonómico por parte do primeiro.
Em Outubro de 1975, num ambiente de grande tensão motivada pelo assalto às sedes dos partidos de esquerda e pela expulsão para Lisboa dos seus mais destacados militantes, a Frente de Libertação dos Açores apresentou os seus Princípios Programáticos, nos quais defendia a independência e o fim do domínio colonial nos Açores.
O Partido Comunista apenas apresentou o seu projecto em março de 1976, apresentando uma versão bem mais restritiva e fazendo depender a instituição no concreto da autonomia do termo da actividade das organizações separatistas, bem como da propaganda separatista.
Em dezembro de 1975, quando ainda apenas estava esboçado o Título VII da Constituição, a Junta Regional apresentava uma ante-proposta de Estatuto Político-Administrativo da Região Autónoma dos Açores, transformada em proposta em Janeiro de 1976, a qual, profundamente modificada e fundida com o projecto apresentado pelo Conselho da Revolução em março de 1976, deu origem ao Estatuto Provisório de 1976, aprovado pelo Decreto-Lei n.º 318-B/76, de 30 de Abril.
A discussão dos projectos de redacção do Título VII Constituição coube a 8.ª Comissão, a qual num debate acalorado e marcado por uma profunda desconfiança da esquerda face ao potencial perigo separatista, apresentou a 18 de março de 1976 a sua proposta. O debate parlamentar decorreu nos dias 18, 20, 24, 25 e 26 de Março de 1976. O debate foi duro, com acusações nem sempre veladas de que a autonomia era o princípio do separatismo. O texto modificado foi aprovado a 26 de março daquele ano.
Aprovada a 2 de abril de 1976 a nova Constituição da República Portuguesa, que consagrou pela primeira vez o direito à autonomia política dos Açores, e publicado o Estatuto Provisório, as primeiras eleições para o novel parlamento açoriano realizaram-se a 27 de junho de 1976, quando já era clara a acalmia nas tensões separatistas e a violência começava a desaparecer. As eleições foram realizadas de acordo com o estabelecido no Decreto-Lei n.º 318-C/76, de 30 de junho. O PPD venceu novamente as eleições, iniciando assim um ciclo de poder que apenas terminaria em 1996, obtendo 53,8% dos votos contra 32,8% do PS. Os assentos no parlamento ficaram assim distribuídos: PPD – 27; PS – 14; e CDS – 2.
A Assembleia Regional dos Açores teve a sua sessão constitutiva na cidade da Horta a 21 de Julho de 1976 e o acto solene da sua inauguração, a que presidiu o Presidente da República general Ramalho Eanes, a 4 de setembro do mesmo ano.
O I Governo Regional dos Açores, presidido por João Bosco Soares da Mota Amaral iniciou funções a 8 de setembro de 1976 em acto de posse realizado em Ponta Delgada na presença do Ministro da República, o general Galvão de Figueiredo. Com este acto estava consumada a opção autonómica e iniciava-se a autonomia constitucional dos Açores.
Os textos das diversas propostas e a transcrição dos debates nas Assembleia Constituinte foram reunidos num volume intitulado Para uma Autonomia dos Açores e publicado em 1979 sob a égide do Instituto Açoriano de Cultura.

## A autonomia constitucional (1976 ao presente)

Brasão de armas da Região Autónoma dos Açores.

A partir de 8 de setembro de 1976, com a tomada de posse do Governo Regional dos Açores, iniciou-se um processo de rápida e profunda transformação da sociedade açoriana, caracterizado simultaneamente pela criação da unidade açoriana, face a quase um século e meio de divisão distrital e à tipicamente insular rivalidade inter-ilhas, e à criação das infra-estruturas mínimas necessárias ao desenvolvimento.
Neste processo, particularmente no que respeita à criação do conceito de Região, no fortalecimento da açorianidade e ao esbatimento da ilha enquanto primeira referência identitária, assumiu particular relevo a RTP Açores, cujas emissões haviam começado a 10 de agosto de 1975 (até àquela data as únicas emissões televisivas eram, desde 1956, as da estação norte-americana da Base das Lajes, apenas recebidas no Ramo Grande). A televisão, ao mostrar os Açores aos açorianos, serviu para criar uma classe política de dimensão regional e criar uma mundividência mais consentânea com os objectivos de unidade entre as ilhas.
As primeiras grandes tarefas do novo poder açoriano foram a criação dos órgãos e serviços, assumindo os serviços do Estado português existentes (que foram paulatinamente transferidos por sucessivos Decreto-Lei) e os das extintas Juntas Gerais, e o investimento em estruturas de comunicações inter-ilhas e com o exterior. Em 1975, a maioria das ilhas não dispunha de estruturas portuárias que permitissem atracar um navio de médio porte (só Ponta Delgada e Horta dispunham de portos sem restrições e Angra do Heroísmo apenas conseguia receber embarcações de médio porte em bom tempo).
No que respeita a aeroportos, a principal porta de entrada nos Açores continuava a ser Santa Maria, com o seu grande aeroporto construído pelos norte-americanos durante a II Guerra Mundial. Os restantes aeroportos eram o de Ponta Delgada, construído pela Junta Geral (com a ajuda do Estado português) mas de pequena dimensão e incapaz de receber tráfego de longo curso; a Base das Lajes, na Terceira, construída e operada pelos norte-americanos e com restrições devido ao seu carácter militar; o da Horta, no Faial, o único aeroporto construído pelo Estado português, mas sem capacidade para receber aviões de médio e longo curso; e o das Flores, construído para servir a Base Francesa ali instalada, mas de pequena dimensão.
A rede de estradas era calamitosa, com largos troços por pavimentar e em péssimo estado de conservação.
A rede eléctrica não cobria as zonas rurais mais distantes, tendo algumas ilhas, particularmente São Jorge e o Pico, mais de metade da sua população sem distribuição de energia eléctrica da rede pública (recorriam a geradores comunitários). O mesmo se pode dizer da distribuição domiciliária de água, que apenas abrangia as principais zonas urbanas, recorrendo a restante população aos chafarizes fontanários e às cisternas privadas.
No que respeita à educação, apenas a rede básica de escolas primárias (até ao 4.º ano de escolaridade) estava completa. Das nove ilhas, apenas três (São Miguel, Terceira e Faial) tinham ensino pós-primário público. Nas restantes ilhas e nos concelhos mais distantes de São Miguel, os externatos privados iam dando resposta aos poucos alunos que podiam prosseguir estudos para além da 4.ª classe.
No que respeita à saúde apenas Angra do Heroísmo dispunha de um hospital razoavelmente bem equipado (construído pela Junta Geral), estando o sistema de saúde nas restantes ilhas entregue às Misericórdias, operando em situação precária.
Neste contexto, coube aos órgãos de governo próprio iniciar a infra-estruturação das ilhas, começando pela construção dos portos e aeroportos necessários, para o que contou na fase inicial com a colaboração das forças militares (que fizeram as terraplanagens no Pico e construíram a pista do Corvo).
O esforço financeiro necessário foi em parte coberto pelas receitas geradas pelas contrapartidas norte-americanas (e em muito menor escala, francesas) resultantes das existência das bases militares estrangeiras, e por endividamento directo, já que as receitas fiscais eram diminutas.
A 1 de janeiro de 1980, o terremoto de 1980, um sismo de grande magnitude, veio destruir cerca de 15 500 habitações (cerca de 70% do total) nas ilhas Terceira, São Jorge e Graciosa, complicando ainda mais o esforço de investimento necessário. Contudo, após um exemplar processo de reconstrução que se prolongou por mais de uma década, o resultado foi uma melhoria generalizada do parque habitacional ds zonas afectadas, com casas mais seguras e salubres e um melhor ordenamento das povoações.
Em 1980 iniciou-se também a estruturação da Empresa de Electricidade dos Açores (EDA), iniciando a progressiva consolidação empresarial da miríade de pequenas empresas, serviços municipalizados e redes comunitárias existentes, e originando o embrião de um dos maiores grupos empresariais dos Açores.
Pela Lei n.º 39/80, de 5 de Agosto, foi aprovado o Estatuto Político-Administrativo, tendo a Assembleia da República aprovado a proposta apresentada pelo Parlamento açoriano. Estava finalmente dado cumprimento ao dispositivo constitucional de 1976, e a autonomia constitucional conhecia a sua plena institucionalização.
Nas eleições legislativas de outubro de 1980, o Partido Popular Democrático voltou a vencer folgadamente, reconfirmando Mota Amaral como presidente do Governo. A agitação social de 1975-1976 tinha quase totalmente desaparecido e os defensores da independência estavam firmemente integrados no regime autonómico, que agora parecia merecer aceitação amplamente maioritária à direita e à esquerda. O regime entrava em consolidação.
A década seguinte viu o rápido progresso da infra-estruturação do arquipélago com a abertura de aeroportos e portos acostáveis em todas as ilhas (excepto as Flores que teve de esperar até 1992 para ter um porto acostável) e a progressiva expansão da rede escolar, na qual foi marcante o período 1984-1988 em que se estendeu a escolaridade obrigatória aos 9 anos e se implantaram dezenas de novas escolas.
No sector das telecomunicações houve a automatização das ligações inter-ilhas e com o exterior, embora mantendo-se elevados custos e muito baixa fiabilidade nas redes.
As relações entre os órgãos de governo próprio e os órgãos do Estado português mantiveram alguma tensão, com particular destaque para as questões relacionadas com o uso da bandeira dos Açores que deu origem à guerra das bandeiras. Pela Lei n.º 9/87, de 26 de Março, foi aprovada a primeira revisão do Estatuto Político-Administrativo, consolidando os poderes autonómicos.
O Partido Popular Democrático, agora rebaptizado Partido Social Democrata (PPD/PSD), continuou a vencer folgadamente as eleições, embora com menor votação. O Partido Socialista (PS), já maioritário na Terceira e em Santa Maria, apesar de constantes crises de liderança, ia-se afirmando como alternativa de poder, vencendo claramente as eleições autárquicas de 1986.
No dia 12 de Junho de 1985, na cerimónia da assinatura da Acta Final da adesão de Portugal (e Espanha) à Comunidade Económica Europeia, realizada no Mosteiro dos Jerónimos, o primeiro-ministro, Mário Soares, afirmou que a adesão à CEE representava para Portugal uma opção fundamental para um futuro de progresso e de modernidade. Nos Açores a opção pela integração europeia não gerou a discussão que seria de esperar tendo em conta as suas consequências estruturantes, já que foi apenas percebida como finalmente chegar ao clube dos ricos. Apesar do estatuto de ultraperiferia que viria mais tarde a ser conquistado, com reconhecimento específico no Tratado de Maastricht e no projecto de Constituição Europeia, não foram solicitadas especiais derrogações nem foi equacionada seriamente a opção de permanecer fora do núcleo europeu, como fizeram as ilhas Feroé, a Gronelândia ou as ilhas do Canal. Nem as consequências que se adivinhavam a nível das pescas, tendo os Açores cerca de um terço das águas comunitárias, serviram para fomentar a discussão.
A partir de 1986, os fundo comunitários, provenientes da então Comunidade Económica Europeia, substituíram as receitas das bases, já que a francesa nas Flores estava em redução (encerraria em 1993) e os norte-americanos deixavam de pagar contrapartidas por considerarem que o estado de desenvolvimento já o não justificava.
A primeira grande crise governamental surgiu em 1990–1991 quando a passagem a independente de vários deputados social-democratas colocaram o governo em posição minoritária no Parlamento. Contudo, as eleições legislativas de 1992 vieram novamente dar maioria absoluta ao PPD/PSD, esmagando os dissidentes, que entretanto se tinham aliado ao Centro Democrático Social (CDS) na Aliança Democrática dos Açores (ADA), a qual elegeu apenas um deputado.
Após quase duas décadas de crescimento económico acelerado, a partir de 1990 começaram a surgir sinais de crise, com as finanças regionais a demonstrar progressivo desequilíbrio e o desemprego em rápida subida. Imediatamente após as eleições de Outubro de 1992, o V Governo Regional encetou medidas drásticas de contenção que mergulharam a economia açoriana em recessão. Com as desaceleração da construção civil e a crise constante no sector agro-pecuário, o desemprego atingiu os 7% e as dívidas às empresas levaram a um crescente número de falências.
Face aos crescentes sinais de esgotamento do modelo governativo, Mota Amaral demite-se a 20 de outubro de 1995, marcando o fim de um ciclo governamental de quase 20 anos. Assume a presidência do VI Governo Regional o então presidente da Assembleia Legislativa Regional, o social-democrata faialense Alberto Romão Madruga da Costa, num mandato percebido como de mera transição.
Entretanto, o Partido Socialista (PS) assumia novo protagonismo. Numa luta interna fortemente disputada, Carlos César conquista a liderança do partido em congresso realizado em Angra do Heroísmo no outono de 1994. De imediato decide abrir o partido à participação de independentes, criando um movimento cívico denominado Movimento para a Nova Autonomia e capitalizando os numerosos descontentes do governo social-democrata. Este movimento, percebido como uma abertura ao centro, galvanizou em torno do PS boa parte da intelectualidade insular e deu ao partido a credibilidade que lhe faltava.
Nas legislativas de 10 de outubro de 1996, o Partido Socialista vence claramente as eleições, com 51 880 votos face aos 46 415 do PPD/PSD, mas, devido à fraca proporcionalidade do sistema eleitoral, ambos os partidos obtém 24 mandatos no parlamento. Os restantes mandatos dividem-se 3 para o CDS-PP e 1 para o Partido Comunista. Inicia-se assim a primeira experiência de governação minoritária (se excluirmos a maioria espúria de 1991-1992).
A formação do VII Governo Regional, sob a presidência de Carlos César, assentou essencialmente nas figuras que haviam participado no Movimento para a Nova Autonomia, com destaque para os docentes universitários ligados à Universidade dos Açores. Foi clara a mudança de estilo de governo e a abertura a novos sectores sociais.
Aproveitando a coincidência entre governos socialistas nos Açores e em Portugal, foram rapidamente negociadas alterações à Constituição, consolidando os poderes autonómicos, e ao Estatuto Político-Administrativo para o qual, pela Lei n.º 61/98, de 27 de Agosto, foi aprovada a segunda revisão. Mais importante que as alterações constitucionais e estatutárias foi a aprovação da Lei da Finanças Regionais, dando poderes fiscais alargados ao Parlamente açoriano e criando um mecanismo transparente de relação financeira entre o Estado português e os Açores, ao mesmo tempo que se procedia à transferência do essencial da dívida regional para o Estado.
Com estas novas condições de estabilidade financeira e com a clara melhoria na governança que se verificou, a situação de recessão rapidamente desapareceu, com a retoma a produzir crescimentos anuais do PIB acima dos 8%. A taxa de desemprego caiu para cerca de 2% em 2000, passando os Açores a importar mão-de-obra (numa população activa de 106 000 trabalhadores existem hoje cerca de 5000 trabalhadores emigrantes, essencialmente do leste europeu, do Brasil e de Cabo Verde).
O governo socialista assentou inicialmente na convergência com o CDS-PP, que viabilizou a aprovação do programa de governo e dos primeiros orçamentos. Contudo em 1998 registou-se uma tentativa de demissão parlamentar do Governo, com o PPD/PSD e o CDS-PP a aliarem-se para formar um governo alternativo. Tal conduziu à substituição do socialista Dionísio Mendes de Sousa pelo social-democrata Humberto de Melo na presidência do parlamento e a um complexo processo político-constitucional ao qual o governo socialista apenas sobreviveu dada a neutralidade colaboradora do então Ministro da República, o juiz-conselheiro Alberto Sampaio da Nóvoa.
A 9 de julho de 1998, um sismo provocou 8 mortes e cerca de 1700 desalojamentos nas ilhas do Faial e Pico. O processo de reconstrução, marcado pela assunção da quase totalidade dos custos pelo erário público dada a conjuntura de existir uma maioria parlamentar da oposição, marcou a vida política regional até 2004, ano em que se considerou terminado.
Face ao claro sucesso do governo, à qualidade de governança demonstrada e à situação de estabilidade social e económica entretanto criada, nas eleições legislativas de 2000 o Partido Socialista venceu com maioria absoluta. Mesmo concorrendo contra uma coligação de todo o centro-direita, o PS alargou ainda mais essa maioria em 2004, ano em que conquistou 31 mandatos, face a apenas 19 do PPD/PSD e 2 do CDS-PP (reduzidos a 1 por dissidência do deputado eleito por São Miguel que passou a independente).
A Lei Constitucional 1/2004, de 24 de Julho, ao aprovar a sexta revisão da Constituição Portuguesa, veio alargar a autonomia regional, dando ao parlamento açoriano competência legislativa em quase todas as áreas da governação, removendo o conceito de lei geral da república e extinguindo o cargo de Ministro da República.

## Calamidades nos Açores
A história dos Açores é marcada por um conjunto de "calamidades" naturais que moldaram profundamente a vivência dos açorianos e estão na base de muitos dos seus cultos e festividades. Para se compreender a história dos Açores é preciso conhecer a incidência desses acontecimentos.

## A emigração açoriana
Ao longo da sua história, o arquipélago conheceu diversas ondas migratórias, em direção aos mais diversos pontos do Império Português e não só. As razões foram as mais diversas, desde as calamidades naturais, busca de melhores condições de vida, até à emigração incentivada pelo Estado atendendo a motivações geopolíticas.

### A emigração para o Havaí
O comerciante açoriano Jacinto Pereira ("Jason Perry"), antigo baleeiro, convenceu o rei do Havai, David Kalakaua (1874–1891), das vantagens da imigração de açorianos. Desse modo, entre 1878 e 1914, milhares de açorianos dirigiram-se ao arquipélago havaiano, levando com eles o cavaquinho, que daria lugar ao ukulele. A presença de Jacinto Pereira é recordada até aos nossos dias no centro histórico de Honolulu, em um edifício de dois pavimentos, com janelas altas debruadas em pedra, e uma cornija onde se inscreve "Perry Block — 1888".

### A emigração para os Estados Unidos
Os pescadores açorianos emigrados nos Estados Unidos foram quem introduziram a técnica de pesca à linha em dóris usada pelos pescadores portugueses no Grand Bank até aos anos 1960.